# Lijst van Belgische ziekenhuizen
Dit is een lijst van erkende Belgische ziekenhuizen, gesorteerd per provincie (en het Brussels Hoofdstedelijk Gewest). De lijst is per provincie en het Brussels Hoofdstedelijk Gewest verdeeld in algemene, universitaire, categorale en psychiatrische ziekenhuizen zoals ze door de bevoegde overheden anno augustus 2019 erkend zijn.
- Onder 'Erk.nr.' staat het erkenningsnummer van de instelling.
- Onder 'Spoeddienst' staat of de ziekenhuiscampus beschikt over een erkende spoedgevallendienst. Ziekenhuiscampussen die enkel beschikken over een functie 'eerste opvang van spoedgevallen' zijn aangeduid met 'Enkel e.o.'.
- Onder 'Accreditatie' staat of het ziekenhuis instellingsbreed geaccrediteerd is en zo ja, door welke instelling of welk accreditatieprogramma: Joint Commission International (JCI), Qualicor Europe of Accréditation Canada International (ACI). Indien er een sterretje (*) achter de link naar de accreditatie staat, wil dat zeggen dat de accreditatie anno augustus 2019 nog niet definitief is toegekend, slechts gedeeltelijk is toegekend of vervallen is.
- Onder 'Statuut' staat of het ziekenhuis beheerd wordt door een openbare overheidsinstelling, een private instelling (vzw) of een militaire overheid.

De onderstaande lijst vermeldt enkel instellingen met erkende ziekenhuisbedden of ziekenhuisdiensten. Niet alle instellingen hieronder opgelijst zijn echter ook ziekenhuizen in de strikte betekenis, maar hebben wel erkende ziekenhuisbedden (bijvoorbeeld voor revalidatie) en staan daarom in deze lijst vermeld. Dit betreft voornamelijk de als 'categorale ziekenhuizen' opgelijste instellingen. Daarnaast kunnen ziekenhuizen naast hun campussen met erkende ziekenhuisbedden/-diensten ook poliklinieken hebben waar enkel consultaties plaatsvinden en die bijgevolg niet in deze lijst voorkomen. Omdat sommige ziekenhuiscampussen enkel diensten als radiologie of dagziekenhuis aanbieden en geen erkende ziekenhuisbedden in de strikte betekenis hebben, kan het ook voorkomen dat het aantal erkende bedden van deze campussen nul is. Ten slotte kan het voorkomen dat bepaalde ziekenhuizen of instellingen een gezamenlijke naam en gezamenlijk bestuur hebben, maar nog steeds elk zelfstandig erkend zijn en dus een apart erkenningsnummer hebben. Deze zullen hieronder dan ook gescheiden staan opgelijst.

## Fusies
De Belgische federale overheid streeft al enkele jaren naar schaalvergroting bij de ziekenhuizen om kosten te reduceren en de beschikbare middelen zoveel mogelijk naar de patiënt te laten stromen. Zo werd in 2018 besloten dat elk ziekenhuis deel moet uitmaken van een erkend ziekenhuisnetwerk.
Al tientallen jaren worden er in België fusies doorgevoerd. Ook in de nabije toekomst staan enkele fusies gepland:
- Op 1 januari 2026 fuseren de Oostendse afdeling van AZ Sint-Jan en AZ Damiaan tot AZ Oostende. AZ Oostende wordt hierdoor het enige ziekenhuis in Oostende. Beide ziekenhuizen werken wel al operationeel samen vanaf 1 november 2023.[1] Momenteel is het nog onduidelijk wat met de Brugse campus van AZ Sint-Jan zal gebeuren.[2]
- Op 1 januari 2026 zullen de Brusselse ziekenhuizen UMC Sint-Pieter en Iris Ziekenhuizen Zuid fuseren. Alle campussen blijven behouden en de fusie zou een oplossing bieden voor de financiële problemen waarmee verschillende Brusselse ziekenhuizen mee geconfronteerd worden.[3]

- Op 1 januari 2026 fuseren AZ Groeninge en de Izegemse Sint-Jozefskliniek. Beide campussen en erkenningsnummers zullen behouden blijven, maar worden onder een gezamenlijke vzw ondergebracht.
- Op 1 januari 2026 de Clinique Reine Astrid in Malmedy en CHR Verviers tot Groupement hospitalier Verviers–Malmedy. De 3 campussen blijven echter wel bestaan.
- Op 1 januari 2027 zullen AZ Jan Palfijn en AZ Sint-Lucas fuseren tot 1 ziekenhuisgroep. Beide campussen blijven wel behouden maar zullen voortaan onder de naam AZ Ganda verdergaan. Het nieuwe ziekenhuis wordt een privaat ziekenhuis, waarin het Gentse OCMW zal participeren door middel van een ziekenhuisvereniging.[4]
- De ziekenhuizen AZ Sint-Elisabeth Zottegem en AZ Glorieux werken sinds 2017 samen. In 2025 kwam daar ook AZ Oudenaarde bij[5]. Uiteindelijk was een fusie tegen 2026 het doel[6], maar door het toevoegen van AZ Oudenaarde zal dit pas later zijn. Een fusie van de 3 ziekenhuizen blijft wel het doel.
- De ziekenhuizen van Mol en Geel werken al enkele jaren toe naar een nieuwe, eengemaakte campus tegen ten laatste 2040. Eerder zullen de overkoepelende diensten al fuseren tot één ziekenhuis. Een datum hiervoor ligt nog niet vast. "Het is dus lang niet zeker dat het ooit tot een fusie komt".[7]

## Antwerpen
| Algemene ziekenhuizen | Algemene ziekenhuizen                        | Algemene ziekenhuizen                               | Algemene ziekenhuizen | Algemene ziekenhuizen | Algemene ziekenhuizen | Algemene ziekenhuizen | Algemene ziekenhuizen | Algemene ziekenhuizen | Algemene ziekenhuizen |
| Erk.nr.               | Ziekenhuis                                   | Ziekenhuiscampus(sen)                               | Gemeente              | Bedden                | Spoeddienst           | Accreditatie          | Statuut               | Bijzonderheden | Website               |
| --------------------- | -------------------------------------------- | --------------------------------------------------- | --------------------- | --------------------- | --------------------- | --------------------- | --------------------- | --- | --------------------- |
| 009                   | Ziekenhuis aan de Stroom                     | Campus Middelheim - Koningin Paola Kinderziekenhuis | Antwerpen             | 700                   | Ja                    | JCI                   | Privaat               | - Ontstaan uit een fusie van 2 ziekenhuizen: - Ziekenhuis Netwerk Antwerpen (fusie 9 ziekenhuizen, 2004) - GZA (fusie 3 ziekenhuizen, 2009) - Algemeen ziekenhuis met universitair karakter - Grootste ziekenhuisgroep in België | www.zas.be            |
| 009                   | Ziekenhuis aan de Stroom                     | Campus Cadix                                        | Antwerpen             | 355                   | Ja                    | JCI                   | Privaat               | - Ontstaan uit een fusie van 2 ziekenhuizen: - Ziekenhuis Netwerk Antwerpen (fusie 9 ziekenhuizen, 2004) - GZA (fusie 3 ziekenhuizen, 2009) - Algemeen ziekenhuis met universitair karakter - Grootste ziekenhuisgroep in België | www.zas.be            |
| 009                   | Ziekenhuis aan de Stroom                     | Campus Hoge Beuken                                  | Antwerpen             | 196                   | Neen                  | JCI                   | Privaat               | - Ontstaan uit een fusie van 2 ziekenhuizen: - Ziekenhuis Netwerk Antwerpen (fusie 9 ziekenhuizen, 2004) - GZA (fusie 3 ziekenhuizen, 2009) - Algemeen ziekenhuis met universitair karakter - Grootste ziekenhuisgroep in België | www.zas.be            |
| 009                   | Ziekenhuis aan de Stroom                     | Campus Sint-Erasmus                                 | Antwerpen             | 35                    | Neen                  | JCI                   | Privaat               | - Ontstaan uit een fusie van 2 ziekenhuizen: - Ziekenhuis Netwerk Antwerpen (fusie 9 ziekenhuizen, 2004) - GZA (fusie 3 ziekenhuizen, 2009) - Algemeen ziekenhuis met universitair karakter - Grootste ziekenhuisgroep in België | www.zas.be            |
| 009                   | Ziekenhuis aan de Stroom                     | Campus Jan Palfijn                                  | Antwerpen             | 352                   | Ja                    | JCI                   | Privaat               | - Ontstaan uit een fusie van 2 ziekenhuizen: - Ziekenhuis Netwerk Antwerpen (fusie 9 ziekenhuizen, 2004) - GZA (fusie 3 ziekenhuizen, 2009) - Algemeen ziekenhuis met universitair karakter - Grootste ziekenhuisgroep in België | www.zas.be            |
| 009                   | Ziekenhuis aan de Stroom                     | Campus Sint-Elisabeth                               | Antwerpen             | 181                   | Neen                  | JCI                   | Privaat               | - Ontstaan uit een fusie van 2 ziekenhuizen: - Ziekenhuis Netwerk Antwerpen (fusie 9 ziekenhuizen, 2004) - GZA (fusie 3 ziekenhuizen, 2009) - Algemeen ziekenhuis met universitair karakter - Grootste ziekenhuisgroep in België | www.zas.be            |
| 009                   | Ziekenhuis aan de Stroom                     | Campus Joostens                                     | Zoersel               | 60                    | Neen                  | JCI                   | Privaat               | - Ontstaan uit een fusie van 2 ziekenhuizen: - Ziekenhuis Netwerk Antwerpen (fusie 9 ziekenhuizen, 2004) - GZA (fusie 3 ziekenhuizen, 2009) - Algemeen ziekenhuis met universitair karakter - Grootste ziekenhuisgroep in België | www.zas.be            |
| 099                   | Ziekenhuis aan de Stroom                     | Campus Sint-Augustinus                              | Antwerpen             | 574                   | Ja                    | JCI                   | Privaat               | - Ontstaan uit een fusie van 2 ziekenhuizen: - Ziekenhuis Netwerk Antwerpen (fusie 9 ziekenhuizen, 2004) - GZA (fusie 3 ziekenhuizen, 2009) - Algemeen ziekenhuis met universitair karakter - Grootste ziekenhuisgroep in België | www.zas.be            |
| 099                   | Ziekenhuis aan de Stroom                     | Campus Sint-Vincentius                              | Antwerpen             | 336                   | Ja                    | JCI                   | Privaat               | - Ontstaan uit een fusie van 2 ziekenhuizen: - Ziekenhuis Netwerk Antwerpen (fusie 9 ziekenhuizen, 2004) - GZA (fusie 3 ziekenhuizen, 2009) - Algemeen ziekenhuis met universitair karakter - Grootste ziekenhuisgroep in België | www.zas.be            |
| 099                   | Ziekenhuis aan de Stroom                     | Campus Sint-Jozef                                   | Mortsel               | 102                   | Enkel e.o.            | JCI                   | Privaat               | - Ontstaan uit een fusie van 2 ziekenhuizen: - Ziekenhuis Netwerk Antwerpen (fusie 9 ziekenhuizen, 2004) - GZA (fusie 3 ziekenhuizen, 2009) - Algemeen ziekenhuis met universitair karakter - Grootste ziekenhuisgroep in België | www.zas.be            |
| 026                   | Algemeen Ziekenhuis Sint-Maarten             | Algemeen Ziekenhuis Sint-Maarten                    | Mechelen              | 643                   | Ja                    | NIAZ                  | Privaat               | - Ontstaan uit fusie van 3 ziekenhuizen (2006) - Behoort tot zorggroep Emmaüs | www.azsintmaarten.be  |
| 063                   | Algemeen Ziekenhuis Turnhout                 | Campus Sint-Elisabeth                               | Turnhout              | 342                   | Ja                    | NIAZ                  | Privaat               | Ontstaan uit fusie van 2 ziekenhuizen (2009) | www.azturnhout.be     |
| 063                   | Algemeen Ziekenhuis Turnhout                 | Campus Sint-Jozef                                   | Turnhout              | 305                   | Ja                    | NIAZ                  | Privaat               | Ontstaan uit fusie van 2 ziekenhuizen (2009) | www.azturnhout.be     |
| 097                   | Heilig Hartziekenhuis Lier                   | Heilig Hartziekenhuis Lier                          | Lier                  | 451                   | Ja                    | NIAZ                  | Privaat               | | www.hhzhlier.be       |
| 102                   | Heilig Hartziekenhuis Mol                    | Heilig Hartziekenhuis Mol                           | Mol                   | 183                   | Ja                    | NIAZ                  | Privaat               | Mislukte fusiepoging tot AZ Erica (2013) | azmol.be              |
| 104                   | Algemeen Ziekenhuis Rivierenland             | Campus Bornem                                       | Bornem                | 242                   | Ja                    | NIAZ                  | Privaat               | Ontstaan uit fusie van 2 ziekenhuizen (2019): - AZ Heilige Familie - Sint-Jozefskliniek (fusie van 2 ziekenhuizen (2006)) | www.azrivierenland.be |
| 104                   | Algemeen Ziekenhuis Rivierenland             | Campus Rumst                                        | Rumst                 | 187                   | Ja                    | NIAZ                  | Privaat               | Ontstaan uit fusie van 2 ziekenhuizen (2019): - AZ Heilige Familie - Sint-Jozefskliniek (fusie van 2 ziekenhuizen (2006)) | www.azrivierenland.be |
| 104                   | Algemeen Ziekenhuis Rivierenland             | Campus Willebroek                                   | Willebroek            | 0                     | Neen                  | NIAZ                  | Privaat               | Ontstaan uit fusie van 2 ziekenhuizen (2019): - AZ Heilige Familie - Sint-Jozefskliniek (fusie van 2 ziekenhuizen (2006)) | www.azrivierenland.be |
| 308                   | Algemeen Ziekenhuis Sint-Elisabeth Herentals | Algemeen Ziekenhuis Sint-Elisabeth Herentals        | Herentals             | 243                   | Ja                    | NIAZ                  | Privaat               | | www.azherentals.be    |
| 536                   | Algemeen Ziekenhuis Voorkempen               | Algemeen Ziekenhuis Voorkempen                      | Malle                 | 250                   | Ja                    | NIAZ                  | Privaat               | Behoort tot zorggroep Emmaüs | www.azvoorkempen.be   |
| 682                   | Algemeen Ziekenhuis Monica                   | Campus Antwerpen                                    | Antwerpen             | 201                   | Enkel e.o.            | JCI                   | Privaat               | Ontstaan uit fusie van 2 ziekenhuizen (1997) | www.azmonica.be       |
| 682                   | Algemeen Ziekenhuis Monica                   | Campus Deurne                                       | Antwerpen             | 265                   | Ja                    | JCI                   | Privaat               | Ontstaan uit fusie van 2 ziekenhuizen (1997) | www.azmonica.be       |
| 689                   | Imeldaziekenhuis                             | Imeldaziekenhuis                                    | Bonheiden             | 502                   | Ja                    | NIAZ                  | Privaat               | | www.imelda.be         |
| 709                   | Algemeen Ziekenhuis Sint-Dimpna              | Algemeen Ziekenhuis Sint-Dimpna                     | Geel                  | 294                   | Ja                    | NIAZ                  | Openbaar              | Mislukte fusiepoging tot AZ Erica (2013) | www.ziekenhuisgeel.be |
| 710                   | Algemeen Ziekenhuis Klina                    | Campus Klina                                        | Brasschaat            | 467                   | Ja                    | JCI                   | Privaat               | Ontstaan uit fusie van 2 ziekenhuizen (2015) | www.azklina.be        |
| 710                   | Algemeen Ziekenhuis Klina                    | Campus Coda Hospice                                 | Wuustwezel            | 8                     | Neen                  | JCI                   | Privaat               | Ontstaan uit fusie van 2 ziekenhuizen (2015) | www.azklina.be        |
| 710                   | Algemeen Ziekenhuis Klina                    | Campus De Mick                                      | Brasschaat            | 122                   | Neen                  | JCI                   | Privaat               | Ontstaan uit fusie van 2 ziekenhuizen (2015) | www.azklina.be        |

| Universitaire ziekenhuizen | Universitaire ziekenhuizen        | Universitaire ziekenhuizen        | Universitaire ziekenhuizen | Universitaire ziekenhuizen | Universitaire ziekenhuizen | Universitaire ziekenhuizen | Universitaire ziekenhuizen | Universitaire ziekenhuizen                                                                  | Universitaire ziekenhuizen |
| Erk.nr.                    | Ziekenhuis                        | Ziekenhuiscampus(sen)             | Gemeente                   | Bedden                     | Spoeddienst                | Accreditatie               | Statuut                    | Bijzonderheden                                                                              | Website                    |
| -------------------------- | --------------------------------- | --------------------------------- | -------------------------- | -------------------------- | -------------------------- | -------------------------- | -------------------------- | ------------------------------------------------------------------------------------------- | -------------------------- |
| 300                        | Universitair Ziekenhuis Antwerpen | Universitair Ziekenhuis Antwerpen | Edegem                     | 593                        | Ja                         | JCI                        | Privaat                    | - Ziekenhuis van de Universiteit Antwerpen - Associatie met Psychiatrisch Ziekenhuis Duffel | www.uza.be                 |

| Categorale ziekenhuizen | Categorale ziekenhuizen       | Categorale ziekenhuizen       | Categorale ziekenhuizen | Categorale ziekenhuizen | Categorale ziekenhuizen | Categorale ziekenhuizen | Categorale ziekenhuizen | Categorale ziekenhuizen                                 | Categorale ziekenhuizen |
| Erk.nr.                 | Ziekenhuis                    | Ziekenhuiscampus(sen)         | Gemeente                | Bedden                  | Spoeddienst             | Accreditatie            | Statuut                 | Bijzonderheden                                          | Website                 |
| ----------------------- | ----------------------------- | ----------------------------- | ----------------------- | ----------------------- | ----------------------- | ----------------------- | ----------------------- | ------------------------------------------------------- | ----------------------- |
| 046                     | Verpleeginrichting De Dennen  | Verpleeginrichting De Dennen  | Malle                   | 38                      | -                       | Geen.                   | Privaat                 | Psychogeriatrische revalidatiedienst in woonzorgcentrum | www.dedennen.be         |
| 236                     | RevArte Revalidatieziekenhuis | RevArte Revalidatieziekenhuis | Edegem                  | 194                     | -                       | NIAZ                    | Privaat                 | Geriatrie en locomotorische revalidatie                 | www.revarte.be          |

| Psychiatrische ziekenhuizen | Psychiatrische ziekenhuizen             | Psychiatrische ziekenhuizen             | Psychiatrische ziekenhuizen | Psychiatrische ziekenhuizen | Psychiatrische ziekenhuizen | Psychiatrische ziekenhuizen | Psychiatrische ziekenhuizen | Psychiatrische ziekenhuizen                                                       | Psychiatrische ziekenhuizen            |
| Erk.nr.                     | Ziekenhuis                              | Ziekenhuiscampus(sen)                   | Gemeente                    | Bedden                      | Spoeddienst                 | Accreditatie                | Statuut                     | Bijzonderheden                                                                    | Website                                |
| --------------------------- | --------------------------------------- | --------------------------------------- | --------------------------- | --------------------------- | --------------------------- | --------------------------- | --------------------------- | --------------------------------------------------------------------------------- | -------------------------------------- |
| 902                         | Zorggroep Multiversum                   | Campus Amedeus                          | Mortsel                     | 358                         | -                           | NIAZ(*)                     | Privaat                     | - Ontstaan uit fusie van 2 ziekenhuizen (2017) - Behoort tot Broeders van Liefde  | www.multiversum.care                   |
| 902                         | Zorggroep Multiversum                   | Campus Alexianen                        | Boechout                    | 233                         | -                           | NIAZ(*)                     | Privaat                     | - Ontstaan uit fusie van 2 ziekenhuizen (2017) - Behoort tot Broeders van Liefde  | www.multiversum.care                   |
| 937                         | Psychiatrisch Ziekenhuis Bethaniënhuis  | Campus Bethaniënhuis                    | Zoersel                     | 577                         | -                           | Geen.                       | Privaat                     | Behoort tot zorggroep Emmaüs                                                      | www.pzbethanienhuis.be                 |
| 937                         | Psychiatrisch Ziekenhuis Bethaniënhuis  | Campus Elim                             | Kapellen                    | 44                          | -                           | Geen.                       | Privaat                     | Behoort tot zorggroep Emmaüs                                                      | www.pzbethanienhuis.be                 |
| 939                         | Openbaar Psychiatrisch Zorgcentrum Geel | Openbaar Psychiatrisch Zorgcentrum Geel | Geel                        | 732                         | -                           | Geen.                       | Openbaar                    | Ook familieverpleging (431 plaatsen)                                              | www.opzgeel.be                         |
| 970                         | Psychiatrisch Ziekenhuis Duffel         | Psychiatrisch Ziekenhuis Duffel         | Duffel                      | 601                         | -                           | Geen.                       | Privaat                     | - Associatie met Universitair Ziekenhuis Antwerpen - Behoort tot zorggroep Emmaüs | www.pz-duffel.be                       |
| 998                         | Ziekenhuis aan de Stroom                | Psychiatrisch Ziekenhuis Stuivenberg    | Antwerpen                   | 313                         | -                           | JCI                         | Privaat                     |                                                                                   | www.zas.be/locaties/zas-pz-stuivenberg |

## Limburg
| Algemene ziekenhuizen | Algemene ziekenhuizen          | Algemene ziekenhuizen          | Algemene ziekenhuizen | Algemene ziekenhuizen | Algemene ziekenhuizen | Algemene ziekenhuizen | Algemene ziekenhuizen | Algemene ziekenhuizen                                                                                  | Algemene ziekenhuizen  |
| Erk.nr.               | Ziekenhuis                     | Ziekenhuiscampus(sen)          | Gemeente              | Bedden                | Spoeddienst           | Accreditatie          | Statuut               | Bijzonderheden                                                                                         | Website                |
| --------------------- | ------------------------------ | ------------------------------ | --------------------- | --------------------- | --------------------- | --------------------- | --------------------- | --- | ---------------------- |
| 243                   | Jessa Ziekenhuis               | Campus Virga Jesse             | Hasselt               | 589                   | Ja                    | NIAZ                  | Privaat               | - Ontstaan uit fusie van 2 ziekenhuizen (2010) - Algemeen ziekenhuis met universitair karakter         | www.jessazh.be         |
| 243                   | Jessa Ziekenhuis               | Campus Salvator                | Hasselt               | 302                   | Neen                  | NIAZ                  | Privaat               | - Ontstaan uit fusie van 2 ziekenhuizen (2010) - Algemeen ziekenhuis met universitair karakter         | www.jessazh.be         |
| 243                   | Jessa Ziekenhuis               | Campus Sint-Ursula             | Herk-de-Stad          | 90                    | Neen                  | NIAZ                  | Privaat               | - Ontstaan uit fusie van 2 ziekenhuizen (2010) - Algemeen ziekenhuis met universitair karakter         | www.jessazh.be         |
| 371                   | Ziekenhuis Oost-Limburg        | Campus Sint-Jan                | Genk                  | 676                   | Ja                    | JCI                   | Openbaar              | - Ontstaan uit fusie van 3 ziekenhuizen (1995) - Algemeen ziekenhuis met universitair karakter         | www.zol.be             |
| 371                   | Ziekenhuis Oost-Limburg        | Campus Sint-Barbara            | Lanaken               | 129                   | Neen                  | JCI                   | Openbaar              | - Ontstaan uit fusie van 3 ziekenhuizen (1995) - Algemeen ziekenhuis met universitair karakter         | www.zol.be             |
| 714                   | Sint-Franciscusziekenhuis      | Sint-Franciscusziekenhuis      | Heusden-Zolder        | 268                   | Ja                    | NIAZ                  | Privaat               | | www.sfz.be             |
| 715                   | Sint-Trudo Ziekenhuis          | Sint-Trudo Ziekenhuis          | Sint-Truiden          | 310                   | Ja                    | JCI                   | Privaat               | | www.sint-trudo.be      |
| 716                   | Algemeen Ziekenhuis Vesalius   | Campus Bilzen                  | Bilzen                | 0                     | Neen                  | NIAZ                  | Openbaar              | Ontstaan uit fusie van 3 ziekenhuizen (1991)                                                           | www.azvesalius.be      |
| 716                   | Algemeen Ziekenhuis Vesalius   | Campus Tongeren                | Tongeren              | 326                   | Ja                    | NIAZ                  | Openbaar              | Ontstaan uit fusie van 3 ziekenhuizen (1991)                                                           | www.azvesalius.be      |
| 717                   | ZOL Maas en Kempen             | Zol Maas en Kempen             | Maaseik               | 213                   | Ja                    | JCI                   | Openbaar              | Zol Maas en Kempen (ontstaan uit fusie van 2 ziekenhuizen in 2001) Werken samen met ZOL sinds 1/1/2021 | www.zol.be             |
| 719                   | Maria Ziekenhuis Noord-Limburg | Maria Ziekenhuis Noord-Limburg | Pelt                  | 333                   | Ja                    | NIAZ                  | Privaat               | | www.mariaziekenhuis.be |

| Universitaire ziekenhuizen | Universitaire ziekenhuizen | Universitaire ziekenhuizen | Universitaire ziekenhuizen | Universitaire ziekenhuizen | Universitaire ziekenhuizen | Universitaire ziekenhuizen | Universitaire ziekenhuizen | Universitaire ziekenhuizen | Universitaire ziekenhuizen |
| Erk.nr.                    | Ziekenhuis                 | Ziekenhuiscampus(sen)      | Gemeente                   | Bedden                     | Spoeddienst                | Accreditatie               | Statuut                    | Bijzonderheden             | Website                    |
| -------------------------- | -------------------------- | -------------------------- | -------------------------- | -------------------------- | -------------------------- | -------------------------- | -------------------------- | -------------------------- | -------------------------- |
| Geen.                      |                            |                            |                            |                            |                            |                            |                            |                            |                            |

| Categorale ziekenhuizen | Categorale ziekenhuizen  | Categorale ziekenhuizen  | Categorale ziekenhuizen | Categorale ziekenhuizen | Categorale ziekenhuizen | Categorale ziekenhuizen | Categorale ziekenhuizen | Categorale ziekenhuizen                              | Categorale ziekenhuizen |
| Erk.nr.                 | Ziekenhuis               | Ziekenhuiscampus(sen)    | Gemeente                | Bedden                  | Spoeddienst             | Accreditatie            | Statuut                 | Bijzonderheden                                       | Website                 |
| ----------------------- | ------------------------ | ------------------------ | ----------------------- | ----------------------- | ----------------------- | ----------------------- | ----------------------- | ---------------------------------------------------- | ----------------------- |
| 116                     | Revalidatie & MS Centrum | Revalidatie & MS Centrum | Pelt                    | 120                     | -                       | NIAZ(*)                 | Privaat                 | Neurologische revalidatie en zorg voor comapatiënten | www.msreva.be           |

| Psychiatrische ziekenhuizen | Psychiatrische ziekenhuizen              | Psychiatrische ziekenhuizen              | Psychiatrische ziekenhuizen | Psychiatrische ziekenhuizen | Psychiatrische ziekenhuizen | Psychiatrische ziekenhuizen | Psychiatrische ziekenhuizen | Psychiatrische ziekenhuizen | Psychiatrische ziekenhuizen |
| Erk.nr.                     | Ziekenhuis                               | Ziekenhuiscampus(sen)                    | Gemeente                    | Bedden                      | Spoeddienst                 | Accreditatie                | Statuut                     | Bijzonderheden | Website                     |
| --------------------------- | ---------------------------------------- | ---------------------------------------- | --------------------------- | --------------------------- | --------------------------- | --------------------------- | --------------------------- | --- | --------------------------- |
| 909                         | Openbaar Psychiatrisch Zorgcentrum Rekem | Openbaar Psychiatrisch Zorgcentrum Rekem | Lanaken                     | 288                         | -                           | NIAZ(*)                     | Openbaar                    | | www.opzcrekem.be            |
| 989                         | Kinderpsychiatrisch Centrum Genk         | Kinderpsychiatrisch Centrum Genk         | Genk                        | 28                          | -                           | Geen.                       | Privaat                     | | www.kpc-genk.be             |
| 991                         | Psychiatrisch Ziekenhuis Asster          | Campus Melveren                          | Sint-Truiden                | 239                         | -                           | Geen.                       | Privaat                     | - Ontstaan uit fusie van 2 ziekenhuizen (2025) - Eerdere fusie Sint-Truidense ziekenhuizen (2011) - Behoort tot Broeders van Liefde | www.asster.be               |
| 991                         | Psychiatrisch Ziekenhuis Asster          | Campus Stad                              | Sint-Truiden                | 340                         | -                           | Geen.                       | Privaat                     | - Ontstaan uit fusie van 2 ziekenhuizen (2025) - Eerdere fusie Sint-Truidense ziekenhuizen (2011) - Behoort tot Broeders van Liefde | www.asster.be               |
| 991                         | Psychiatrisch Ziekenhuis Asster          | Campus Sint-Jozef                        | Bilzen                      | 330                         | -                           | Geen.                       | Privaat                     | - Ontstaan uit fusie van 2 ziekenhuizen (2025) - Eerdere fusie Sint-Truidense ziekenhuizen (2011) - Behoort tot Broeders van Liefde | www.asster.be               |

## West-Vlaanderen
| Algemene ziekenhuizen | Algemene ziekenhuizen                 | Algemene ziekenhuizen                 | Algemene ziekenhuizen | Algemene ziekenhuizen | Algemene ziekenhuizen | Algemene ziekenhuizen | Algemene ziekenhuizen | Algemene ziekenhuizen | Algemene ziekenhuizen            |
| Erk.nr.               | Ziekenhuis                            | Ziekenhuiscampus(sen)                 | Gemeente              | Bedden                | Spoeddienst           | Accreditatie          | Statuut               | Bijzonderheden | Website                          |
| --------------------- | ------------------------------------- | ------------------------------------- | --------------------- | --------------------- | --------------------- | --------------------- | --------------------- | --- | -------------------------------- |
| 049                   | Algemeen Ziekenhuis Sint-Jan Brugge   | Campus Sint-Jan                       | Brugge                | 757                   | Ja                    | JCI(*)                | Openbaar              | - Ontstaan uit defusie van AZ Sint-Jan Brugge-Oostende (2023) - Algemeen ziekenhuis met universitair karakter                                      | www.azsintjan.be                 |
| 049                   | Algemeen Ziekenhuis Sint-Jan Brugge   | Campus Sint-Franciscus Xaverius       | Brugge                | 109                   | Neen                  | JCI(*)                | Openbaar              | - Ontstaan uit defusie van AZ Sint-Jan Brugge-Oostende (2023) - Algemeen ziekenhuis met universitair karakter                                      | www.azsintjan.be                 |
| 057                   | Jan Yperman Ziekenhuis                | Campus Poperinge                      | Poperinge             | 0                     | Neen                  | JCI                   | Privaat               | Ontstaan uit fusie van 3 ziekenhuizen (1998) | www.yperman.net                  |
| 057                   | Jan Yperman Ziekenhuis                | Campus Ieper                          | Ieper                 | 532                   | Ja                    | JCI                   | Privaat               | Ontstaan uit fusie van 3 ziekenhuizen (1998) | www.yperman.net                  |
| 117                   | Algemeen Ziekenhuis Delta             | Campus Rumbeke                        | Roeselare             | 741                   | Ja                    | JCI                   | Privaat               | - Ontstaan uit fusie van 2 ziekenhuizen (2015) - Fusie met Sint-Rembert Torhout in 2018 DGU certificatie als supraregionaal traumacentrum [level1] | www.azdelta.be                   |
| 117                   | Algemeen Ziekenhuis Delta             | Campus Brugsesteenweg                 | Roeselare             | 224                   | Neen                  | JCI                   | Privaat               | - Ontstaan uit fusie van 2 ziekenhuizen (2015) - Fusie met Sint-Rembert Torhout in 2018 DGU certificatie als supraregionaal traumacentrum [level1] | www.azdelta.be                   |
| 117                   | Algemeen Ziekenhuis Delta             | Campus Menen                          | Menen                 | 195                   | Ja                    | JCI                   | Privaat               | - Ontstaan uit fusie van 2 ziekenhuizen (2015) - Fusie met Sint-Rembert Torhout in 2018 DGU certificatie als supraregionaal traumacentrum [level1] | www.azdelta.be                   |
| 117                   | Algemeen Ziekenhuis Delta             | Campus Rembert-Torhout                | Torhout               | 198                   | Ja                    | JCI                   | Privaat               | - Ontstaan uit fusie van 2 ziekenhuizen (2015) - Fusie met Sint-Rembert Torhout in 2018 DGU certificatie als supraregionaal traumacentrum [level1] | www.azdelta.be                   |
| 124                   | Sint-Jozefskliniek                    | Sint-Jozefskliniek                    | Izegem                | 271                   | Ja                    | JCI                   | Privaat               | Ontstaan uit fusie van 2 ziekenhuizen (2012) | www.sint-jozefskliniek-izegem.be |
| 140                   | Algemeen Ziekenhuis Sint-Lucas        | Algemeen Ziekenhuis Sint-Lucas        | Brugge                | 419                   | Ja                    | NIAZ(*)               | Privaat               | | www.stlucas.be                   |
| 310                   | Algemeen Ziekenhuis West              | Algemeen Ziekenhuis West              | Veurne                | 234                   | Ja                    | JCI                   | Privaat               | | www.azwest.be                    |
| 392                   | AZ Zeno                               | Campus Blankenberge                   | Blankenberge          | 60                    | Ja                    | NIAZ                  | Privaat               | Ontstaan uit fusie van 2 ziekenhuizen (1993) | www.azzeno.be                    |
| 392                   | AZ Zeno                               | Campus Knokke-Heist                   | Knokke-Heist          | 267                   | Ja                    | NIAZ                  | Privaat               | Ontstaan uit fusie van 2 ziekenhuizen (1993) | www.azzeno.be                    |
| 395                   | Sint-Andriesziekenhuis                | Sint-Andriesziekenhuis                | Tielt                 | 287                   | Ja                    | JCI                   | Privaat               | | www.sintandriestielt.be          |
| 396                   | Algemeen Ziekenhuis Groeninge         | Campus Reepkaai                       | Kortrijk              | 100                   | Neen                  | JCI                   | Privaat               | Ontstaan uit fusie van 4 ziekenhuizen (2003) | www.azgroeninge.be               |
| 396                   | Algemeen Ziekenhuis Groeninge         | Campus Kennedylaan                    | Kortrijk              | 946                   | Ja                    | JCI                   | Privaat               | Ontstaan uit fusie van 4 ziekenhuizen (2003) | www.azgroeninge.be               |
| 397                   | O.L.V. van Lourdes Ziekenhuis Waregem | O.L.V. van Lourdes Ziekenhuis Waregem | Waregem               | 264                   | Ja                    | NIAZ                  | Privaat               | | www.ziekenhuiswaregem.be         |
| 525                   | AZ Oostende                           | Campus Damiaan                        | Oostende              | 541                   | Ja                    | JCI                   | Privaat               | Ontstaan uit defusie van AZ Sint-Jan Brugge-Oostende (2023) en fusie AZ Damiaan en AZ Sint-Jan                                                     | www.azoostende.be                |
| 067                   | AZ Oostende                           | Campus Henri Serruys                  | Oostende              | 268                   | Ja                    | JCI                   | Privaat               | Ontstaan uit defusie van AZ Sint-Jan Brugge-Oostende (2023) en fusie AZ Damiaan en AZ Sint-Jan                                                     | www.azoostende.be                |

| Universitaire ziekenhuizen | Universitaire ziekenhuizen | Universitaire ziekenhuizen | Universitaire ziekenhuizen | Universitaire ziekenhuizen | Universitaire ziekenhuizen | Universitaire ziekenhuizen | Universitaire ziekenhuizen | Universitaire ziekenhuizen | Universitaire ziekenhuizen |
| Erk.nr.                    | Ziekenhuis                 | Ziekenhuiscampus(sen)      | Gemeente                   | Bedden                     | Spoeddienst                | Accreditatie               | Statuut                    | Bijzonderheden             | Website                    |
| -------------------------- | -------------------------- | -------------------------- | -------------------------- | -------------------------- | -------------------------- | -------------------------- | -------------------------- | -------------------------- | -------------------------- |
| Geen.                      |                            |                            |                            |                            |                            |                            |                            |                            |                            |

| Categorale ziekenhuizen | Categorale ziekenhuizen      | Categorale ziekenhuizen      | Categorale ziekenhuizen | Categorale ziekenhuizen | Categorale ziekenhuizen | Categorale ziekenhuizen | Categorale ziekenhuizen | Categorale ziekenhuizen                                                           | Categorale ziekenhuizen |
| Erk.nr.                 | Ziekenhuis                   | Ziekenhuiscampus(sen)        | Gemeente                | Bedden                  | Spoeddienst             | Accreditatie            | Statuut                 | Bijzonderheden                                                                    | Website                 |
| ----------------------- | ---------------------------- | ---------------------------- | ----------------------- | ----------------------- | ----------------------- | ----------------------- | ----------------------- | --------------------------------------------------------------------------------- | ----------------------- |
| 676                     | Koningin Elisabeth Instituut | Koningin Elisabeth Instituut | Koksijde                | 165                     | -                       | Geen.                   | Privaat                 | Cardiopulmonaire, locomotorische, neurologische en psychogeriatrische revalidatie | www.kei.be              |
| 679                     | Revalidatiecentrum Klief     | Revalidatiecentrum Klief     | Oostende                | 125                     | -                       | Geen.                   | Privaat                 | Locomotorische revalidatie                                                        | www.klief.be            |

| Psychiatrische ziekenhuizen | Psychiatrische ziekenhuizen                                     | Psychiatrische ziekenhuizen                                     | Psychiatrische ziekenhuizen | Psychiatrische ziekenhuizen | Psychiatrische ziekenhuizen | Psychiatrische ziekenhuizen | Psychiatrische ziekenhuizen | Psychiatrische ziekenhuizen                       | Psychiatrische ziekenhuizen |
| Erk.nr.                     | Ziekenhuis                                                      | Ziekenhuiscampus(sen)                                           | Gemeente                    | Bedden                      | Spoeddienst                 | Accreditatie                | Statuut                     | Bijzonderheden                                    | Website                     |
| --------------------------- | --------------------------------------------------------------- | --------------------------------------------------------------- | --------------------------- | --------------------------- | --------------------------- | --------------------------- | --------------------------- | ------------------------------------------------- | --------------------------- |
| 528                         | Kliniek Heilige Familie                                         | Kliniek Heilige Familie                                         | Kortrijk                    | 120                         | -                           | NIAZ                        | Privaat                     |                                                   | pzhfamilie.be               |
| 901                         | Kliniek Sint-Jozef - Centrum voor Psychiatrie en Psychotherapie | Kliniek Sint-Jozef - Centrum voor Psychiatrie en Psychotherapie | Pittem                      | 197                         | -                           | Geen.                       | Privaat                     |                                                   | www.sintjozefpittem.be      |
| 961                         | Psychiatrisch Ziekenhuis Heilig Hart                            | Psychiatrisch Ziekenhuis Heilig Hart                            | Ieper                       | 347                         | -                           | Geen.                       | Privaat                     | Behoort tot Gezondheidszorg 'Bermhertigheid Jesu' | www.hhartieper.be           |
| 962                         | Psychiatrisch Centrum Onze-Lieve-Vrouw van Vrede                | Psychiatrisch Centrum Onze-Lieve-Vrouw van Vrede                | Menen                       | 233                         | -                           | Geen.                       | Privaat                     |                                                   | www.pcmenen.be              |
| 963                         | Psychiatrisch Ziekenhuis Onzelievevrouw                         | Psychiatrisch Ziekenhuis Onzelievevrouw                         | Brugge                      | 412                         | -                           | NIAZ(*)                     | Privaat                     | Behoort tot Gezondheidszorg 'Bermhertigheid Jesu' | www.pzonzelievevrouw.be     |
| 982                         | Psychiatrisch Centrum Sint-Amandus                              | Psychiatrisch Centrum Sint-Amandus                              | Beernem                     | 459                         | -                           | NIAZ(*)                     | Privaat                     | Behoort tot Broeders van Liefde                   | www.amandus.be              |
| 987                         | Psychotherapeutisch Centrum Rustenburg                          | Psychotherapeutisch Centrum Rustenburg                          | Brugge                      | 72                          | -                           | Geen.                       | Privaat                     | Behoort tot Gezondheidszorg 'Bermhertigheid Jesu' | www.ptcrustenburg.be        |

## Oost-Vlaanderen
| Algemene ziekenhuizen | Algemene ziekenhuizen                | Algemene ziekenhuizen              | Algemene ziekenhuizen | Algemene ziekenhuizen | Algemene ziekenhuizen | Algemene ziekenhuizen | Algemene ziekenhuizen | Algemene ziekenhuizen | Algemene ziekenhuizen  |
| Erk.nr.               | Ziekenhuis                           | Ziekenhuiscampus(sen)              | Gemeente              | Bedden                | Spoeddienst           | Accreditatie          | Statuut               | Bijzonderheden | Website                |
| --------------------- | ------------------------------------ | ---------------------------------- | --------------------- | --------------------- | --------------------- | --------------------- | --------------------- | --- | ---------------------- |
| 012                   | Algemeen Ziekenhuis Sint-Blasius     | Campus Dendermonde                 | Dendermonde           | 438                   | Ja                    | JCI                   | Privaat               | Ontstaan uit fusie van 2 ziekenhuizen (1998) | www.azsintblasius.be   |
| 012                   | Algemeen Ziekenhuis Sint-Blasius     | Campus Zele                        | Zele                  | 0                     | Neen                  | JCI                   | Privaat               | Ontstaan uit fusie van 2 ziekenhuizen (1998) | www.azsintblasius.be   |
| 017                   | Algemeen Ziekenhuis Maria Middelares | Campus Algemeen Ziekenhuis         | Gent                  | 542                   | Ja                    | JCI                   | Privaat               | Ontstaan uit fusie van 2 ziekenhuizen (2024) - Sint-Vincentiusziekenhuis - AZ Maria Middelares (fusie van 2 ziekenhuizen (1998))                                                                        | www.mariamiddelares.be |
| 017                   | Algemeen Ziekenhuis Maria Middelares | Campus Medisch Centrum             | Gent                  | 0                     | Neen                  | JCI                   | Privaat               | Ontstaan uit fusie van 2 ziekenhuizen (2024) - Sint-Vincentiusziekenhuis - AZ Maria Middelares (fusie van 2 ziekenhuizen (1998))                                                                        | www.mariamiddelares.be |
| 134                   | Algemeen Ziekenhuis Maria Middelares | Sint-Vincentiusziekenhuis          | Deinze                | 165                   | Ja                    | NIAZ                  | Privaat               | Ontstaan uit fusie van 2 ziekenhuizen (2024) - Sint-Vincentiusziekenhuis - AZ Maria Middelares (fusie van 2 ziekenhuizen (1998))                                                                        | www.mariamiddelares.be |
| 032                   | Algemeen Ziekenhuis Alma             | Algemeen Ziekenhuis Alma           | Eeklo                 | 431                   | Ja                    | NIAZ(*)               | Privaat               | Ontstaan uit fusie van 2 ziekenhuizen (2003) | www.azalma.be          |
| 126                   | Ziekenhuis AZORG                     | Campus Aalst - Moorselbaan         | Aalst                 | 652                   | Ja                    | NIAZ(*)               | Privaat               | Ontstaan uit fusie van 2 ziekenhuizen (2025) - Onze-Lieve-Vrouwziekenhuis (Ontstaan uit fusie van 2 ziekenhuizen (2001)) - Algemeen Stedelijk Ziekenhuis (Ontstaan uit fusie van 2 ziekenhuizen (2001)) | www.azorg.be           |
| 126                   | Ziekenhuis AZORG                     | Campus Aalst - Merestraat          | Aalst                 | 357                   | Ja                    | NIAZ(*)               | Privaat               | Ontstaan uit fusie van 2 ziekenhuizen (2025) - Onze-Lieve-Vrouwziekenhuis (Ontstaan uit fusie van 2 ziekenhuizen (2001)) - Algemeen Stedelijk Ziekenhuis (Ontstaan uit fusie van 2 ziekenhuizen (2001)) | www.azorg.be           |
| 126                   | Ziekenhuis AZORG                     | Campus Geraardsbergen              | Geraardsbergen        | 134                   | Ja                    | NIAZ(*)               | Privaat               | Ontstaan uit fusie van 2 ziekenhuizen (2025) - Onze-Lieve-Vrouwziekenhuis (Ontstaan uit fusie van 2 ziekenhuizen (2001)) - Algemeen Stedelijk Ziekenhuis (Ontstaan uit fusie van 2 ziekenhuizen (2001)) | www.azorg.be           |
| 126                   | Ziekenhuis AZORG                     | Campus Ninove                      | Ninove                | 30                    | Neen                  | NIAZ(*)               | Privaat               | Ontstaan uit fusie van 2 ziekenhuizen (2025) - Onze-Lieve-Vrouwziekenhuis (Ontstaan uit fusie van 2 ziekenhuizen (2001)) - Algemeen Stedelijk Ziekenhuis (Ontstaan uit fusie van 2 ziekenhuizen (2001)) | www.azorg.be           |
| 126                   | Ziekenhuis AZORG                     | Campus Wetteren                    | Wetteren              | 60                    | Neen                  | NIAZ(*)               | Privaat               | Ontstaan uit fusie van 2 ziekenhuizen (2025) - Onze-Lieve-Vrouwziekenhuis (Ontstaan uit fusie van 2 ziekenhuizen (2001)) - Algemeen Stedelijk Ziekenhuis (Ontstaan uit fusie van 2 ziekenhuizen (2001)) | www.azorg.be           |
| 170                   | Algemeen Ziekenhuis Oudenaarde       | Algemeen Ziekenhuis Oudenaarde     | Oudenaarde            | 235                   | Ja                    | NIAZ                  | Privaat               | | www.azoudenaarde.be    |
| 217                   | Algemeen Ziekenhuis Sint-Elisabeth   | Algemeen Ziekenhuis Sint-Elisabeth | Zottegem              | 333                   | Ja                    | NIAZ                  | Privaat               | | www.sezz.be            |
| 290                   | AZ Sint-Lucas                        | AZ Sint-Lucas                      | Gent                  | 779                   | Ja                    | NIAZ                  | Privaat               | Ontstaan uit fusie van 2 ziekenhuizen (2004) | www.azstlucas.be       |
| 550                   | Algemeen Ziekenhuis Glorieux         | Algemeen Ziekenhuis Glorieux       | Ronse                 | 340                   | Ja                    | JCI                   | Privaat               | | www.azglorieux.be      |
| 595                   | VITAZ                                | Campus Sint-Niklaas                | Sint-Niklaas          | 794                   | Ja                    | NIAZ                  | Privaat               | Ontstaan uit fusie van 2 ziekenhuizen (2022) - AZ Lokeren - AZ Nikolaas (Ontstaan uit fusie van 2 ziekenhuizen (2007))                                                                                  | vitaz.be               |
| 595                   | VITAZ                                | Campus Temse                       | Temse                 | 0                     | Neen                  | NIAZ                  | Privaat               | Ontstaan uit fusie van 2 ziekenhuizen (2022) - AZ Lokeren - AZ Nikolaas (Ontstaan uit fusie van 2 ziekenhuizen (2007))                                                                                  | vitaz.be               |
| 595                   | VITAZ                                | Campus Beveren-Waas                | Beveren               | 102                   | Neen                  | NIAZ                  | Privaat               | Ontstaan uit fusie van 2 ziekenhuizen (2022) - AZ Lokeren - AZ Nikolaas (Ontstaan uit fusie van 2 ziekenhuizen (2007))                                                                                  | vitaz.be               |
| 595                   | VITAZ                                | Campus Lokeren                     | Lokeren               | 170                   | Ja                    | NIAZ                  | Privaat               | Ontstaan uit fusie van 2 ziekenhuizen (2022) - AZ Lokeren - AZ Nikolaas (Ontstaan uit fusie van 2 ziekenhuizen (2007))                                                                                  | vitaz.be               |
| 713                   | Algemeen Ziekenhuis Jan Palfijn      | Algemeen Ziekenhuis Jan Palfijn    | Gent                  | 519                   | Ja                    | NIAZ(*)               | Openbaar              | | www.janpalfijn.be      |

| Universitaire ziekenhuizen | Universitaire ziekenhuizen   | Universitaire ziekenhuizen   | Universitaire ziekenhuizen | Universitaire ziekenhuizen | Universitaire ziekenhuizen | Universitaire ziekenhuizen | Universitaire ziekenhuizen | Universitaire ziekenhuizen          | Universitaire ziekenhuizen |
| Erk.nr.                    | Ziekenhuis                   | Ziekenhuiscampus(sen)        | Gemeente                   | Bedden                     | Spoeddienst                | Accreditatie               | Statuut                    | Bijzonderheden                      | Website                    |
| -------------------------- | ---------------------------- | ---------------------------- | -------------------------- | -------------------------- | -------------------------- | -------------------------- | -------------------------- | ----------------------------------- | -------------------------- |
| 670                        | Universitair Ziekenhuis Gent | Universitair Ziekenhuis Gent | Gent                       | 1.049                      | Ja                         | NIAZ                       | Openbaar                   | Ziekenhuis van de Universiteit Gent | uzgent.be                  |

| Categorale ziekenhuizen | Categorale ziekenhuizen          | Categorale ziekenhuizen          | Categorale ziekenhuizen | Categorale ziekenhuizen | Categorale ziekenhuizen | Categorale ziekenhuizen | Categorale ziekenhuizen | Categorale ziekenhuizen      | Categorale ziekenhuizen                |
| Erk.nr.                 | Ziekenhuis                       | Ziekenhuiscampus(sen)            | Gemeente                | Bedden                  | Spoeddienst             | Accreditatie            | Statuut                 | Bijzonderheden               | Website                                |
| ----------------------- | -------------------------------- | -------------------------------- | ----------------------- | ----------------------- | ----------------------- | ----------------------- | ----------------------- | ---------------------------- | -------------------------------------- |
| 095                     | Provinciaal Zorgcentrum Lemberge | Provinciaal Zorgcentrum Lemberge | Merelbeke               | 63                      | -                       | Geen.                   | Openbaar                | Revalidatie chronisch zieken | www.provinciaalzorgcentrumlemberge.be/ |

| Psychiatrische ziekenhuizen | Psychiatrische ziekenhuizen                        | Psychiatrische ziekenhuizen            | Psychiatrische ziekenhuizen | Psychiatrische ziekenhuizen | Psychiatrische ziekenhuizen | Psychiatrische ziekenhuizen | Psychiatrische ziekenhuizen | Psychiatrische ziekenhuizen                                                      | Psychiatrische ziekenhuizen |
| Erk.nr.                     | Ziekenhuis                                         | Ziekenhuiscampus(sen)                  | Gemeente                    | Bedden                      | Spoeddienst                 | Accreditatie                | Statuut                     | Bijzonderheden                                                                   | Website                     |
| --------------------------- | -------------------------------------------------- | -------------------------------------- | --------------------------- | --------------------------- | --------------------------- | --------------------------- | --------------------------- | -------------------------------------------------------------------------------- | --------------------------- |
| 900                         | Psychiatrisch Centrum Dr. Guislain                 | Campus Sint-Alfons                     | Gent                        | 139                         | -                           | NIAZ(*)                     | Privaat                     | - Ontstaan uit fusie van 2 ziekenhuizen (1997) - Behoort tot Broeders van Liefde | www.guislain.be             |
| 900                         | Psychiatrisch Centrum Dr. Guislain                 | Campus Dokter Guislain                 | Gent                        | 152                         | -                           | NIAZ(*)                     | Privaat                     | - Ontstaan uit fusie van 2 ziekenhuizen (1997) - Behoort tot Broeders van Liefde | www.guislain.be             |
| 900                         | Psychiatrisch Centrum Dr. Guislain                 | Campus de Deyne                        | Gent                        | 20                          | -                           | NIAZ(*)                     | Privaat                     | - Ontstaan uit fusie van 2 ziekenhuizen (1997) - Behoort tot Broeders van Liefde | www.guislain.be             |
| 911                         | Psychiatrisch Centrum Sint-Franciscus - De Pelgrim | Campus Sint-Franciscus                 | Zottegem                    | 163                         | -                           | Geen.                       | Privaat                     |                                                                                  | www.pzsfz.be                |
| 911                         | Psychiatrisch Centrum Sint-Franciscus - De Pelgrim | Campus De Pelgrim                      | Oosterzele                  | 60                          | -                           | Geen.                       | Privaat                     |                                                                                  | www.pzsfz.be                |
| 918                         | Psychiatrisch Centrum Sint-Hiëronymus              | Psychiatrisch Centrum Sint-Hiëronymus  | Sint-Niklaas                | 220                         | -                           | Geen.                       | Privaat                     |                                                                                  | www.hieronymus.be           |
| 930                         | Psychiatrisch Ziekenhuis Sint-Camillus             | Psychiatrisch Ziekenhuis Sint-Camillus | Gent                        | 202                         | -                           | Geen.                       | Privaat                     |                                                                                  | www.karus.be                |
| 956                         | Psychiatrisch Centrum Sint-Jan                     | Psychiatrisch Centrum Sint-Jan         | Eeklo                       | 201                         | -                           | Geen.                       | Privaat                     |                                                                                  | www.psyeeklo.be             |
| 959                         | Psychiatrisch Centrum Caritas                      | Psychiatrisch Centrum Caritas          | Melle                       | 270                         | -                           | Geen.                       | Privaat                     |                                                                                  | www.karus.be                |
| 960                         | Psychiatrisch Ziekenhuis Sint-Lucia                | Campus Ankerstraat                     | Sint-Niklaas                | 288                         | -                           | Geen.                       | Privaat                     |                                                                                  | www.apzst-lucia.be          |
| 960                         | Psychiatrisch Ziekenhuis Sint-Lucia                | Campus Dagkliniek                      | Beveren                     | 30                          | -                           | Geen.                       | Privaat                     |                                                                                  | www.apzst-lucia.be          |
| 978                         | Psychiatrisch Centrum Sint-Jan Baptist             | Psychiatrisch Centrum Sint-Jan Baptist | Zelzate                     | 219                         | -                           | NIAZ(*)                     | Privaat                     | Behoort tot Broeders van Liefde                                                  | www.pcsintjanbaptist.be     |
| 988                         | Psychiatrisch Centrum Ariadne                      | Psychiatrisch Centrum Ariadne          | Lede                        | 185                         | -                           | NIAZ(*)                     | Privaat                     | Behoort tot Broeders van Liefde                                                  | pcariadne.be                |
| 992                         | Psychiatrisch Centrum Gent-Sleidinge               | Campus Sleidinge                       | Evergem                     | 195                         | -                           | Geen.                       | Privaat                     | Ontstaan uit fusie van 2 ziekenhuizen (2012)                                     | www.pcgs.be                 |
| 992                         | Psychiatrisch Centrum Gent-Sleidinge               | Campus Gent                            | Gent                        | 125                         | -                           | Geen.                       | Privaat                     | Ontstaan uit fusie van 2 ziekenhuizen (2012)                                     | www.pcgs.be                 |

## Vlaams-Brabant
| Algemene ziekenhuizen | Algemene ziekenhuizen                   | Algemene ziekenhuizen            | Algemene ziekenhuizen | Algemene ziekenhuizen | Algemene ziekenhuizen | Algemene ziekenhuizen | Algemene ziekenhuizen | Algemene ziekenhuizen                        | Algemene ziekenhuizen |
| Erk.nr.               | Ziekenhuis                              | Ziekenhuiscampus(sen)            | Gemeente              | Bedden                | Spoeddienst           | Accreditatie          | Statuut               | Bijzonderheden                               | Website               |
| --------------------- | --------------------------------------- | -------------------------------- | --------------------- | --------------------- | --------------------- | --------------------- | --------------------- | -------------------------------------------- | --------------------- |
| 106                   | Algemeen Ziekenhuis Sint-Maria          | Algemeen Ziekenhuis Sint-Maria   | Halle                 | 350                   | Ja                    | NIAZ                  | Privaat               |                                              | www.sintmaria.be      |
| 108                   | Regionaal Ziekenhuis Heilig Hart        | Regionaal Ziekenhuis Heilig Hart | Leuven                | 287                   | Ja                    | NIAZ                  | Privaat               |                                              | www.hhleuven.be       |
| 109                   | Regionaal Ziekenhuis Heilig Hart Tienen | Campus Mariëndal                 | Tienen                | 201                   | Ja                    | NIAZ                  | Privaat               | Ontstaan uit fusie van 2 ziekenhuizen (1998) | www.rztienen.be       |
| 109                   | Regionaal Ziekenhuis Heilig Hart Tienen | Campus Sint-Jan                  | Tienen                | 87                    | Neen                  | NIAZ                  | Privaat               | Ontstaan uit fusie van 2 ziekenhuizen (1998) | www.rztienen.be       |
| 109                   | Regionaal Ziekenhuis Heilig Hart Tienen | Campus Medisch Centrum Aarschot  | Aarschot              | 0                     | Neen                  | NIAZ                  | Privaat               | Ontstaan uit fusie van 2 ziekenhuizen (1998) | www.rztienen.be       |
| 126                   | Ziekenhuis AZORG                        | Campus Asse                      | Asse                  | 192                   | Ja                    | NIAZ                  | Privaat               | Zie eerder                                   | www.azorg.be          |
| 204                   | Algemeen Ziekenhuis Vilvoorde           | Algemeen Ziekenhuis Vilvoorde    | Vilvoorde             | 406                   | Ja                    | NIAZ                  | Privaat               |                                              | www.azjanportaels.be  |
| 712                   | Algemeen Ziekenhuis Diest               | Campus Hasseltsestraat           | Diest                 | 40                    | Neen                  | JCI                   | Privaat               | Ontstaan uit fusie van 2 ziekenhuizen (1988) | www.azdiest.be        |
| 712                   | Algemeen Ziekenhuis Diest               | Campus Statiestraat              | Diest                 | 184                   | Ja                    | JCI                   | Privaat               | Ontstaan uit fusie van 2 ziekenhuizen (1988) | www.azdiest.be        |

| Universitaire ziekenhuizen | Universitaire ziekenhuizen     | Universitaire ziekenhuizen | Universitaire ziekenhuizen | Universitaire ziekenhuizen | Universitaire ziekenhuizen | Universitaire ziekenhuizen | Universitaire ziekenhuizen | Universitaire ziekenhuizen                       | Universitaire ziekenhuizen |
| Erk.nr.                    | Ziekenhuis                     | Ziekenhuiscampus(sen)      | Gemeente                   | Bedden                     | Spoeddienst                | Accreditatie               | Statuut                    | Bijzonderheden                                   | Website                    |
| -------------------------- | ------------------------------ | -------------------------- | -------------------------- | -------------------------- | -------------------------- | -------------------------- | -------------------------- | ------------------------------------------------ | -------------------------- |
| 322                        | Universitair Ziekenhuis Leuven | Campus Gasthuisberg        | Leuven                     | 1.608                      | Ja                         | JCI                        | Privaat                    | Ziekenhuis van de Katholieke Universiteit Leuven | www.uzleuven.be            |
| 322                        | Universitair Ziekenhuis Leuven | Campus Sint-Rafaël         | Leuven                     | 56                         | Neen                       | JCI                        | Privaat                    | Ziekenhuis van de Katholieke Universiteit Leuven | www.uzleuven.be            |
| 322                        | Universitair Ziekenhuis Leuven | Campus Pellenberg          | Lubbeek                    | 130                        | Neen                       | JCI                        | Privaat                    | Ziekenhuis van de Katholieke Universiteit Leuven | www.uzleuven.be            |

| Categorale ziekenhuizen | Categorale ziekenhuizen                                  | Categorale ziekenhuizen                                  | Categorale ziekenhuizen | Categorale ziekenhuizen | Categorale ziekenhuizen | Categorale ziekenhuizen | Categorale ziekenhuizen | Categorale ziekenhuizen                                                                 | Categorale ziekenhuizen |
| Erk.nr.                 | Ziekenhuis                                               | Ziekenhuiscampus(sen)                                    | Gemeente                | Bedden                  | Spoeddienst             | Accreditatie            | Statuut                 | Bijzonderheden                                                                          | Website                 |
| ----------------------- | -------------------------------------------------------- | -------------------------------------------------------- | ----------------------- | ----------------------- | ----------------------- | ----------------------- | ----------------------- | --------------------------------------------------------------------------------------- | ----------------------- |
| 499                     | Revalidatieziekenhuis Inkendaal - Koninklijke Instelling | Revalidatieziekenhuis Inkendaal - Koninklijke Instelling | Sint-Pieters-Leeuw      | 178                     | -                       | NIAZ                    | Privaat                 | Cardiopulmonaire, locomotorische & neurologische revalidatie en zorg voor comapatiënten | www.inkendaal.be        |
| 693                     | Nationaal Multiple Sclerose Centrum                      | Nationaal Multiple Sclerose Centrum                      | Steenokkerzeel          | 120                     | -                       | JCI                     | Privaat                 | Neurologische revalidatie                                                               | www.mscenter.be         |

| Psychiatrische ziekenhuizen | Psychiatrische ziekenhuizen                      | Psychiatrische ziekenhuizen           | Psychiatrische ziekenhuizen | Psychiatrische ziekenhuizen | Psychiatrische ziekenhuizen | Psychiatrische ziekenhuizen | Psychiatrische ziekenhuizen | Psychiatrische ziekenhuizen     | Psychiatrische ziekenhuizen |
| Erk.nr.                     | Ziekenhuis                                       | Ziekenhuiscampus(sen)                 | Gemeente                    | Bedden                      | Spoeddienst                 | Accreditatie                | Statuut                     | Bijzonderheden                  | Website                     |
| --------------------------- | ------------------------------------------------ | ------------------------------------- | --------------------------- | --------------------------- | --------------------------- | --------------------------- | --------------------------- | ------------------------------- | --------------------------- |
| 942                         | Psychiatrische Kliniek Sint-Annendael            | Psychiatrische Kliniek Sint-Annendael | Diest                       | 178                         | -                           | NIAZ(*)                     | Privaat                     |                                 | www.sad.be                  |
| 943                         | Universitair Psychiatrisch Centrum KU Leuven     | Campus Kortenberg                     | Kortenberg                  | 481                         | -                           | JCI                         | Privaat                     |                                 | www.upckuleuven.be          |
| 943                         | Universitair Psychiatrisch Centrum KU Leuven     | Campus Gasthuisberg                   | Leuven                      | 115                         | -                           | JCI                         | Privaat                     |                                 | www.upckuleuven.be          |
| 944                         | Psychiatrische Kliniek Sint-Alexius              | Psychiatrische Kliniek Sint-Alexius   | Grimbergen                  | 169                         | -                           | NIAZ(*)                     | Privaat                     | Behoort tot Broeders van Liefde | www.alexiusgrimbergen.be    |
| 947                         | Psychiatrische Kliniek Broeders Alexianen        | Campus Liefdestraat                   | Tienen                      | 248                         | -                           | NIAZ                        | Privaat                     | Behoort tot Broeders van Liefde | www.alexianentienen.be      |
| 947                         | Psychiatrische Kliniek Broeders Alexianen        | Campus Mechelsestraat                 | Leuven                      | 52                          | -                           | NIAZ                        | Privaat                     | Behoort tot Broeders van Liefde | www.alexianentienen.be      |
| 975                         | Universitair Psychiatrisch Centrum Sint-Kamillus | Campus Krijkelberg                    | Bierbeek                    | 385                         | -                           | NIAZ(*)                     | Privaat                     | Behoort tot Broeders van Liefde | www.kamillus.be             |
| 975                         | Universitair Psychiatrisch Centrum Sint-Kamillus | Campus Oudebaan                       | Leuven                      | 50                          | -                           | NIAZ(*)                     | Privaat                     | Behoort tot Broeders van Liefde | www.kamillus.be             |

## Brussels Hoofdstedelijk Gewest
| Algemene ziekenhuizen | Algemene ziekenhuizen                                                                                             | Algemene ziekenhuizen                                                                                             | Algemene ziekenhuizen | Algemene ziekenhuizen | Algemene ziekenhuizen | Algemene ziekenhuizen | Algemene ziekenhuizen | Algemene ziekenhuizen | Algemene ziekenhuizen     |
| Erk.nr.               | Ziekenhuis | Ziekenhuiscampus(sen)                                                                                             | Gemeente              | Bedden                | Spoeddienst           | Accreditatie          | Statuut               | Bijzonderheden | Website                   |
| --------------------- | --- | --- | --------------------- | --------------------- | --------------------- | --------------------- | --------------------- | --- | ------------------------- |
| 076                   | UMC Sint-Pieter (CHU Saint-Pierre)                                                                                | Campus Hallepoort (Porte de Hal)                                                                                  | Brussel               | 441                   | Ja                    |                       | Openbaar              | - Behoort tot IRIS - Algemeen ziekenhuis met universitair karakter                                                                       | www.stpierre-bru.be       |
| 076                   | UMC Sint-Pieter (CHU Saint-Pierre)                                                                                | Campus César De Paepe                                                                                             | Brussel               | 151                   | Enkel e.o.            |                       | Openbaar              | - Behoort tot IRIS - Algemeen ziekenhuis met universitair karakter                                                                       | www.stpierre-bru.be       |
| 077                   | UVC Brugmann (CHU Brugmann)                                                                                       | Campus Victor Horta                                                                                               | Laken                 | 603                   | Ja                    |                       | Openbaar              | - Ontstaan uit fusie van 2 ziekenhuizen (1999) - Behoort tot IRIS - Algemeen ziekenhuis met universitair karakter - Associatie met UKZKF | www.chu-brugmann.be       |
| 077                   | UVC Brugmann (CHU Brugmann)                                                                                       | Campus Paul Brien                                                                                                 | Schaarbeek            | 150                   | Ja                    |                       | Openbaar              | - Ontstaan uit fusie van 2 ziekenhuizen (1999) - Behoort tot IRIS - Algemeen ziekenhuis met universitair karakter - Associatie met UKZKF | www.chu-brugmann.be       |
| 077                   | UVC Brugmann (CHU Brugmann)                                                                                       | Campus Koningin Astrid (Reine Astrid)                                                                             | Neder-Over-Heembeek   | 96                    | Neen                  |                       | Openbaar              | - Ontstaan uit fusie van 2 ziekenhuizen (1999) - Behoort tot IRIS - Algemeen ziekenhuis met universitair karakter - Associatie met UKZKF | www.chu-brugmann.be       |
| 079                   | Jules Bordet Instituut (Institut Jules Bordet)                                                                    | Jules Bordet Instituut (Institut Jules Bordet)                                                                    | Brussel               | 160                   | Enkel e.o.            |                       | Openbaar              | - Behoort tot IRIS - Algemeen ziekenhuis met universitair karakter - Gespecialiseerd kankerziekenhuis                                    | www.bordet.be             |
| 087                   | Iris Ziekenhuizen Zuid (Hôpitaux Iris Sud)                                                                        | Campus Baron Lambert                                                                                              | Etterbeek             | 0                     | Neen                  |                       | Openbaar              | - Ontstaan uit fusie van 4 ziekenhuizen (1999) - Behoort tot IRIS                                                                        | www.his-izz.be            |
| 087                   | Iris Ziekenhuizen Zuid (Hôpitaux Iris Sud)                                                                        | Campus Etterbeek - Elsene (Ixelles)                                                                               | Elsene                | 185                   | Ja                    |                       | Openbaar              | - Ontstaan uit fusie van 4 ziekenhuizen (1999) - Behoort tot IRIS                                                                        | www.his-izz.be            |
| 087                   | Iris Ziekenhuizen Zuid (Hôpitaux Iris Sud)                                                                        | Campus Joseph Bracops                                                                                             | Anderlecht            | 170                   | Ja                    |                       | Openbaar              | - Ontstaan uit fusie van 4 ziekenhuizen (1999) - Behoort tot IRIS                                                                        | www.his-izz.be            |
| 087                   | Iris Ziekenhuizen Zuid (Hôpitaux Iris Sud)                                                                        | Campus Molière-Longchamp                                                                                          | Vorst                 | 195                   | Ja                    |                       | Openbaar              | - Ontstaan uit fusie van 4 ziekenhuizen (1999) - Behoort tot IRIS                                                                        | www.his-izz.be            |
| 110                   | Kliniek Sint-Jan (Clinique Saint-Jean)                                                                            | Campus Kruidtuin (Botanique)                                                                                      | Brussel               | 402                   | Ja                    |                       | Privaat               | Ontstaan uit fusie van 2 ziekenhuizen (2008)                                                                                             | www.klstjan.be            |
| 110                   | Kliniek Sint-Jan (Clinique Saint-Jean)                                                                            | Campus Middaglijn (Méridien)                                                                                      | Sint-Joost-ten-Node   | 86                    | Neen                  |                       | Privaat               | Ontstaan uit fusie van 2 ziekenhuizen (2008)                                                                                             | www.klstjan.be            |
| 110                   | Kliniek Sint-Jan (Clinique Saint-Jean)                                                                            | Campus Leopold I (Léopold I)                                                                                      | Jette                 | 60                    | Neen                  |                       | Privaat               | Ontstaan uit fusie van 2 ziekenhuizen (2008)                                                                                             | www.klstjan.be            |
| 111                   | Europa Ziekenhuizen (Cliniques de l'Europe)                                                                       | Campus Sint-Michiel (Saint-Michel)                                                                                | Etterbeek             | 291                   | Ja                    |                       | Privaat               | Ontstaan uit fusie van 2 ziekenhuizen (1999)                                                                                             | www.europaziekenhuizen.be |
| 111                   | Europa Ziekenhuizen (Cliniques de l'Europe)                                                                       | Campus Sint-Elisabeth (Sainte-Elisabeth)                                                                          | Ukkel                 | 418                   | Ja                    |                       | Privaat               | Ontstaan uit fusie van 2 ziekenhuizen (1999)                                                                                             | www.europaziekenhuizen.be |
| 150                   | Universitair Kinderziekenhuis Koningin Fabiola - UKZKF (Hôpital Universitaire des Enfants Reine Fabiola - HUDERF) | Universitair Kinderziekenhuis Koningin Fabiola - UKZKF (Hôpital Universitaire des Enfants Reine Fabiola - HUDERF) | Laken                 | 183                   | Ja                    | ACI-goud              | Openbaar              | - Behoort tot IRIS - Gespecialiseerd kinderziekenhuis - Associatie met UVC Brugmann                                                      | www.huderf.be             |
| 332                   | CHIREC | Delta Ziekenhuis                                                                                                  | Oudergem              | 438                   | Ja                    |                       | Privaat               | Ontstaan uit fusie van 5 ziekenhuizen (2000)                                                                                             | chirec.be                 |
| 723                   | CHIREC | Sint-Anna Sint-Remi Ziekenhuis (Clinique Sainte-Anne Saint-Remi)                                                  | Anderlecht            | 327                   | Ja                    |                       | Privaat               | Ontstaan uit fusie van 5 ziekenhuizen (2000)                                                                                             | chirec.be                 |
| 723                   | CHIREC | Basiliek Ziekenhuis (Clinique de la Basilique)                                                                    | Ganshoren             | 0                     | Neen                  |                       | Privaat               | Ontstaan uit fusie van 5 ziekenhuizen (2000)                                                                                             | chirec.be                 |
| -                     | Militair Hospitaal Koningin Astrid (Hôpital Militaire Reine Astrid)                                               | Militair Hospitaal Koningin Astrid (Hôpital Militaire Reine Astrid)                                               | Neder-Over-Heembeek   | -                     | -                     |                       | Militair              | Valt niet onder burgerlijke wetgeving | www.hopitalmilitaire.be   |

| Universitaire ziekenhuizen | Universitaire ziekenhuizen                                             | Universitaire ziekenhuizen                                                             | Universitaire ziekenhuizen | Universitaire ziekenhuizen | Universitaire ziekenhuizen | Universitaire ziekenhuizen | Universitaire ziekenhuizen | Universitaire ziekenhuizen                                                                      | Universitaire ziekenhuizen |
| Erk.nr.                    | Ziekenhuis                                                             | Ziekenhuiscampus(sen)                                                                  | Gemeente                   | Bedden                     | Spoeddienst                | Accreditatie               | Statuut                    | Bijzonderheden                                                                                  | Website                    |
| -------------------------- | ---------------------------------------------------------------------- | -------------------------------------------------------------------------------------- | -------------------------- | -------------------------- | -------------------------- | -------------------------- | -------------------------- | ----------------------------------------------------------------------------------------------- | -------------------------- |
| 143                        | Universitair Ziekenhuis Brussel                                        | Universitair Ziekenhuis Brussel                                                        | Jette                      | 721                        | Ja                         | JCI                        | Privaat                    | Ziekenhuis van de Vrije Universiteit Brussel                                                    | www.uzbrussel.be           |
| 403                        | Universitair ziekenhuis Saint-Luc (Cliniques universitaires Saint-Luc) | Universitair ziekenhuis Saint-Luc (Cliniques universitaires Saint-Luc)                 | Sint-Lambrechts-Woluwe     | 973                        | Ja                         | ACI-platina                | Privaat                    | - Ziekenhuis van de Université catholique de Louvain - Associatie met Valisana (campus Sanatia) | www.saintluc.be            |
| 406                        | Erasmus Ziekenhuis (Hôpital Erasme)                                    | Campus Erasmus (Erasme)                                                                | Anderlecht                 | 884                        | Ja                         |                            | Privaat                    | Ziekenhuis van de Université libre de Bruxelles                                                 | www.erasme.ulb.ac.be       |
| 406                        | Erasmus Ziekenhuis (Hôpital Erasme)                                    | Centrum voor Traumatologie en Revalidatie (Centre de Traumatologie et de Réadaptation) | Laken                      | 117                        | Neen                       |                            | Privaat                    | Ziekenhuis van de Université libre de Bruxelles                                                 | www.erasme.ulb.ac.be       |
| 406                        | Erasmus Ziekenhuis (Hôpital Erasme)                                    | Ziekenhuis voor Geriatrische Revalidatie (Hôpital de Revalidation Geriatrique)         | Sint-Lambrechts-Woluwe     | 75                         | Neen                       |                            | Privaat                    | Ziekenhuis van de Université libre de Bruxelles                                                 | www.erasme.ulb.ac.be       |

| Categorale ziekenhuizen | Categorale ziekenhuizen | Categorale ziekenhuizen | Categorale ziekenhuizen | Categorale ziekenhuizen | Categorale ziekenhuizen | Categorale ziekenhuizen | Categorale ziekenhuizen | Categorale ziekenhuizen                                                                                   | Categorale ziekenhuizen |
| Erk.nr.                 | Ziekenhuis              | Ziekenhuiscampus(sen)   | Gemeente                | Bedden                  | Spoeddienst             | Accreditatie            | Statuut                 | Bijzonderheden                                                                                            | Website                 |
| ----------------------- | ----------------------- | ----------------------- | ----------------------- | ----------------------- | ----------------------- | ----------------------- | ----------------------- | --- | ----------------------- |
| 038                     | Silva Medical           | Campus Scheutbos        | Sint-Jans-Molenbeek     | 120                     | -                       |                         | Privaat                 | Geriatrie en psychogeriatrische revalidatie                                                               | www.silva-medical.be    |
| 547                     | Valisana                | Campus Valida           | Sint-Agatha-Berchem     | 175                     | -                       |                         | Privaat                 | - Geriatrie, psychiatrie en locomotorische revalidatie - Associatie met Universitair ziekenhuis Saint-Luc | www.valisana.be         |
| 547                     | Valisana                | Campus Sanatia          | Sint-Joost-ten-Node     | 100                     | -                       |                         | Privaat                 | - Geriatrie, psychiatrie en locomotorische revalidatie - Associatie met Universitair ziekenhuis Saint-Luc | www.valisana.be         |

| Psychiatrische ziekenhuizen | Psychiatrische ziekenhuizen                                  | Psychiatrische ziekenhuizen                                  | Psychiatrische ziekenhuizen | Psychiatrische ziekenhuizen | Psychiatrische ziekenhuizen | Psychiatrische ziekenhuizen | Psychiatrische ziekenhuizen | Psychiatrische ziekenhuizen                  | Psychiatrische ziekenhuizen |
| Erk.nr.                     | Ziekenhuis                                                   | Ziekenhuiscampus(sen)                                        | Gemeente                    | Bedden                      | Spoeddienst                 | Accreditatie                | Statuut                     | Bijzonderheden                               | Website                     |
| --------------------------- | ------------------------------------------------------------ | ------------------------------------------------------------ | --------------------------- | --------------------------- | --------------------------- | --------------------------- | --------------------------- | -------------------------------------------- | --------------------------- |
| 916                         | Het Bivak (Le Bivouac)                                       | Het Bivak (Le Bivouac)                                       | Ukkel                       | 20                          | -                           |                             | Privaat                     |                                              | www.lebivouac.be            |
| 926                         | Kliniek Zonder Zorgen (Clinique Sans Souci)                  | Kliniek Zonder Zorgen (Clinique Sans Souci)                  | Jette                       | 145                         | -                           |                             | Privaat                     |                                              | www.sans-souci.be           |
| 927                         | Parhélie                                                     | Parhélie                                                     | Ukkel                       | 34                          | -                           |                             | Privaat                     |                                              | www.parhelie.be             |
| 935                         | Epsylon                                                      | Campus Het Loof (La Ramée)                                   | Ukkel                       | 100                         | -                           |                             | Privaat                     | Ontstaan uit fusie van 2 ziekenhuizen (2015) | www.epsylon.be              |
| 946                         | Verpleegcentrum Jean Titeca (Centre Hospitalier Jean Titeca) | Verpleegcentrum Jean Titeca (Centre Hospitalier Jean Titeca) | Schaarbeek                  | 255                         | -                           |                             | Privaat                     |                                              | www.chjt.be                 |
| 948                         | Epsylon                                                      | Campus Vronerode (Fond'Roy)                                  | Ukkel                       | 172                         | -                           |                             | Privaat                     | Ontstaan uit fusie van 2 ziekenhuizen (2015) | www.epsylon.be              |
| 979                         | Epsylon                                                      | Campus Area+                                                 | Ukkel                       | 40                          | -                           |                             | Privaat                     | Ontstaan uit fusie van 2 ziekenhuizen (2015) | www.epsylon.be              |
| 980                         | L'Équipe - Centre de jour pour adolescents                   | L'Équipe - Centre de jour pour adolescents                   | Anderlecht                  | 20                          | -                           |                             | Privaat                     |                                              | www.equipe.be               |
| 997                         | Psycho-sociaal Centrum Sint-Alexius                          | Psycho-sociaal Centrum Sint-Alexius                          | Elsene                      | 44                          | -                           |                             | Privaat                     |                                              | www.psc-elsene.be           |

## Waals-Brabant
| Algemene ziekenhuizen | Algemene ziekenhuizen                   | Algemene ziekenhuizen               | Algemene ziekenhuizen      | Algemene ziekenhuizen | Algemene ziekenhuizen | Algemene ziekenhuizen | Algemene ziekenhuizen | Algemene ziekenhuizen | Algemene ziekenhuizen  |
| Erk.nr.               | Ziekenhuis                              | Ziekenhuiscampus(sen)               | Gemeente                   | Bedden                | Spoeddienst           | Accreditatie          | Statuut               | Bijzonderheden        | Website                |
| --------------------- | --------------------------------------- | ----------------------------------- | -------------------------- | --------------------- | --------------------- | --------------------- | --------------------- | --------------------- | ---------------------- |
| 043                   | Clinique Saint-Pierre                   | Clinique Saint-Pierre               | Ottignies-Louvain-la-Neuve | 425                   | Ja                    | ACI-goud              | Privaat               |                       | www.cspo.be            |
| 146                   | Centre Hospitalier Universitaire HELORA | Hôpital de Nivelles                 | Nijvel                     | 201                   | Ja                    | ACI-goud              | Privaat               |                       | https://www.helora.be/ |
| 146                   | Centre Hospitalier Universitaire HELORA | Hôpital de Tubize                   | Tubeke                     | 0                     | Neen                  | ACI-goud              | Privaat               |                       | https://www.helora.be/ |
| 723                   | CHIREC                                  | Hôpital de Braine l'Alleud-Waterloo | Eigenbrakel                | 287                   | Ja                    |                       | Privaat               | Zie eerder            | chirec.be              |

| Universitaire ziekenhuizen | Universitaire ziekenhuizen | Universitaire ziekenhuizen | Universitaire ziekenhuizen | Universitaire ziekenhuizen | Universitaire ziekenhuizen | Universitaire ziekenhuizen | Universitaire ziekenhuizen | Universitaire ziekenhuizen | Universitaire ziekenhuizen |
| Erk.nr.                    | Ziekenhuis                 | Ziekenhuiscampus(sen)      | Gemeente                   | Bedden                     | Spoeddienst                | Accreditatie               | Statuut                    | Bijzonderheden             | Website                    |
| -------------------------- | -------------------------- | -------------------------- | -------------------------- | -------------------------- | -------------------------- | -------------------------- | -------------------------- | -------------------------- | -------------------------- |
| Geen.                      |                            |                            |                            |                            |                            |                            |                            |                            |                            |

| Categorale ziekenhuizen | Categorale ziekenhuizen | Categorale ziekenhuizen         | Categorale ziekenhuizen | Categorale ziekenhuizen | Categorale ziekenhuizen | Categorale ziekenhuizen | Categorale ziekenhuizen | Categorale ziekenhuizen | Categorale ziekenhuizen |
| Erk.nr.                 | Ziekenhuis              | Ziekenhuiscampus(sen)           | Gemeente                | Bedden                  | Spoeddienst             | Accreditatie            | Statuut                 | Bijzonderheden          | Website                 |
| ----------------------- | ----------------------- | ------------------------------- | ----------------------- | ----------------------- | ----------------------- | ----------------------- | ----------------------- | ----------------------- | ----------------------- |
| 038                     | Silva Medical           | Clinique de la Forêt de Soignes | Waterloo                | 96                      | -                       |                         | Privaat                 |                         | www.silva-medical.be    |
| 038                     | Silva Medical           | Clinique du Bois de la Pierre   | Waver                   | 224                     | -                       |                         | Privaat                 |                         | www.silva-medical.be    |

| Psychiatrische ziekenhuizen | Psychiatrische ziekenhuizen                    | Psychiatrische ziekenhuizen                    | Psychiatrische ziekenhuizen | Psychiatrische ziekenhuizen | Psychiatrische ziekenhuizen | Psychiatrische ziekenhuizen | Psychiatrische ziekenhuizen | Psychiatrische ziekenhuizen | Psychiatrische ziekenhuizen |
| Erk.nr.                     | Ziekenhuis                                     | Ziekenhuiscampus(sen)                          | Gemeente                    | Bedden                      | Spoeddienst                 | Accreditatie                | Statuut                     | Bijzonderheden              | Website                     |
| --------------------------- | ---------------------------------------------- | ---------------------------------------------- | --------------------------- | --------------------------- | --------------------------- | --------------------------- | --------------------------- | --------------------------- | --------------------------- |
| 912                         | Centre Hospitalier Neurologique William Lennox | Centre Hospitalier Neurologique William Lennox | Ottignies-Louvain-la-Neuve  | 159                         | -                           | ACI-platina                 | Privaat                     |                             | www.cnwl.be                 |
| 915                         | La Petite Maison                               | La Petite Maison                               | Chastre                     | 60                          | -                           |                             | Privaat                     | Behoort tot ACIS            | www.acis-group.org          |
| 923                         | Centre Hospitalier Le Domaine                  | Centre Hospitalier Le Domaine                  | Eigenbrakel                 | 143                         | -                           |                             | Openbaar                    |                             | www.domaine-ulb.be          |

## Henegouwen
| Algemene ziekenhuizen | Algemene ziekenhuizen                         | Algemene ziekenhuizen                   | Algemene ziekenhuizen | Algemene ziekenhuizen | Algemene ziekenhuizen | Algemene ziekenhuizen | Algemene ziekenhuizen | Algemene ziekenhuizen                                                                                                  | Algemene ziekenhuizen  |
| Erk.nr.               | Ziekenhuis                                    | Ziekenhuiscampus(sen)                   | Gemeente              | Bedden                | Spoeddienst           | Accreditatie          | Statuut               | Bijzonderheden | Website                |
| --------------------- | --------------------------------------------- | --------------------------------------- | --------------------- | --------------------- | --------------------- | --------------------- | --------------------- | --- | ---------------------- |
| 007                   | Centre Hospitalier Régional de la Haute Senne | Site Le Goéland                         | Zinnik                | 6                     | Neen                  | ACI-goud              | Openbaar              | Ontstaan uit fusie van 2 ziekenhuizen (1996)                                                                           | www.chrhautesenne.be   |
| 007                   | Centre Hospitalier Régional de la Haute Senne | Site Saint Vincent                      | Zinnik                | 40                    | Neen                  | ACI-goud              | Openbaar              | Ontstaan uit fusie van 2 ziekenhuizen (1996)                                                                           | www.chrhautesenne.be   |
| 007                   | Centre Hospitalier Régional de la Haute Senne | Site Le Tilleriau                       | Zinnik                | 200                   | Ja                    | ACI-goud              | Openbaar              | Ontstaan uit fusie van 2 ziekenhuizen (1996)                                                                           | www.chrhautesenne.be   |
| 010                   | Grand Hôpital de Charleroi                    | Site Notre-Dame                         | Charleroi             | 432                   | Ja                    |                       | Privaat               | Ontstaan uit fusie van 2 ziekenhuizen (2009)                                                                           | www.ghdc.be            |
| 010                   | Grand Hôpital de Charleroi                    | Site Les Viviers                        | Charleroi             | 986                   | Ja                    |                       | Privaat               | Ontstaan uit fusie van 2 ziekenhuizen (2009)                                                                           | www.ghdc.be            |
| 096                   | Centre Hospitalier Universitaire Tivoli       | Centre Hospitalier Universitaire Tivoli | La Louvière           | 518                   | Ja                    |                       | Privaat               | Algemeen ziekenhuis met universitair karakter                                                                          | www.chu-tivoli.be      |
| 146                   | Centre Hospitalier Universitaire HELORA       | Hôpital La Louvière-Jolimont            | La Louvière           | 542                   | Ja                    | ACI-goud              | Privaat               | Ontstaan uit fusie van 7 ziekenhuizen (2021)                                                                           | https://www.helora.be/ |
| 146                   | Centre Hospitalier Universitaire HELORA       | Hôpital de Lobbes                       | Lobbes                | 142                   | Ja                    | ACI-goud              | Privaat               | Ontstaan uit fusie van 7 ziekenhuizen (2021)                                                                           | https://www.helora.be/ |
| 146                   | Centre Hospitalier Universitaire HELORA       | Hôpital de Mons-Kennedy                 | Bergen                | 415                   | Ja                    | ACI-goud              | Privaat               | Ontstaan uit fusie van 7 ziekenhuizen (2021)                                                                           | https://www.helora.be/ |
| 146                   | Centre Hospitalier Universitaire HELORA       | Hôpital de Mons-Constantinople          | Bergen                | 257                   | Ja                    | ACI-goud              | Privaat               | Ontstaan uit fusie van 7 ziekenhuizen (2021)                                                                           | https://www.helora.be/ |
| 247                   | Centre Hospitalier de Mouscron                | Centre Hospitalier de Mouscron          | Moeskroen             | 355                   | Ja                    | ACI-goud              | Privaat               | | www.chmouscron.be      |
| 249                   | Centre de Santé des Fagnes                    | Centre de Santé des Fagnes              | Chimay                | 144                   | Ja                    |                       | Openbaar              | | www.csf.be             |
| 325                   | Centre Hospitalier Universitaire de Charleroi | Hôpital André Vésale                    | Montigny-le-Tilleul   | 371                   | Ja                    |                       | Openbaar              | - Ontstaan uit fusie van 4 ziekenhuizen (2000) - Algemeen ziekenhuis met universitair karakter                         | www.chu-charleroi.be   |
| 325                   | Centre Hospitalier Universitaire de Charleroi | Hôpital Léonard de Vinci                | Montigny-le-Tilleul   | 173                   | Neen                  |                       | Openbaar              | - Ontstaan uit fusie van 4 ziekenhuizen (2000) - Algemeen ziekenhuis met universitair karakter                         | www.chu-charleroi.be   |
| 409                   | Clinique Notre-Dame de Grâce                  | Clinique Notre-Dame de Grâce            | Charleroi             | 224                   | Ja                    | ACI-goud              | Privaat               | | www.cndg.be            |
| 410                   | Centre Hospitalier EpiCURA                    | Site Hornu                              | Boussu                | 332                   | Ja                    |                       | Privaat               | Ontstaan uit fusie van 2 ziekenhuizen (2012)                                                                           | www.epicura.be         |
| 410                   | Centre Hospitalier EpiCURA                    | Site Baudour                            | Saint-Ghislain        | 237                   | Enkel e.o.            |                       | Privaat               | Ontstaan uit fusie van 2 ziekenhuizen (2012)                                                                           | www.epicura.be         |
| 534                   | Centre Hospitalier de Wallonie Picarde        | Site Notre-Dame                         | Doornik               | 233                   | Neen                  | ACI-platina           | Privaat               | - Ontstaan uit fusie 3 ziekenhuizen (2009) - In 2026 vervangt een nieuwe campus met 748 bedden de bestaande campussen. | www.chwapi.be          |
| 534                   | Centre Hospitalier de Wallonie Picarde        | Site Union                              | Doornik               | 371                   | Ja                    | ACI-platina           | Privaat               | - Ontstaan uit fusie 3 ziekenhuizen (2009) - In 2026 vervangt een nieuwe campus met 748 bedden de bestaande campussen. | www.chwapi.be          |
| 534                   | Centre Hospitalier de Wallonie Picarde        | Site IMC                                | Doornik               | 151                   | Neen                  | ACI-platina           | Privaat               | - Ontstaan uit fusie 3 ziekenhuizen (2009) - In 2026 vervangt een nieuwe campus met 748 bedden de bestaande campussen. | www.chwapi.be          |
| 718                   | Centre Hospitalier Universitaire de Charleroi | Hôpital Civil Marie Curie               | Charleroi             | 539                   | Ja                    |                       | Openbaar              | Zie eerder | www.chu-charleroi.be   |
| 718                   | Centre Hospitalier Universitaire de Charleroi | Hôpital Vincent Van Gogh                | Charleroi             | 291                   | Neen                  |                       | Openbaar              | Zie eerder | www.chu-charleroi.be   |
| 724                   | Centre Hospitalier EpiCURA                    | Site Ath                                | Aat                   | 237                   | Ja                    |                       | Privaat               | - Ontstaan uit fusie van 2 ziekenhuizen (2012) - Algemeen ziekenhuis met universitair karakter (enkel Aat)             | www.epicura.be         |

| Universitaire ziekenhuizen | Universitaire ziekenhuizen | Universitaire ziekenhuizen | Universitaire ziekenhuizen | Universitaire ziekenhuizen | Universitaire ziekenhuizen | Universitaire ziekenhuizen | Universitaire ziekenhuizen | Universitaire ziekenhuizen | Universitaire ziekenhuizen |
| Erk.nr.                    | Ziekenhuis                 | Ziekenhuiscampus(sen)      | Gemeente                   | Bedden                     | Spoeddienst                | Accreditatie               | Statuut                    | Bijzonderheden             | Website                    |
| -------------------------- | -------------------------- | -------------------------- | -------------------------- | -------------------------- | -------------------------- | -------------------------- | -------------------------- | -------------------------- | -------------------------- |
| Geen.                      |                            |                            |                            |                            |                            |                            |                            |                            |                            |

| Categorale ziekenhuizen | Categorale ziekenhuizen | Categorale ziekenhuizen | Categorale ziekenhuizen | Categorale ziekenhuizen | Categorale ziekenhuizen | Categorale ziekenhuizen | Categorale ziekenhuizen | Categorale ziekenhuizen | Categorale ziekenhuizen |
| Erk.nr.                 | Ziekenhuis              | Ziekenhuiscampus(sen)   | Gemeente                | Bedden                  | Spoeddienst             | Accreditatie            | Statuut                 | Bijzonderheden          | Website                 |
| ----------------------- | ----------------------- | ----------------------- | ----------------------- | ----------------------- | ----------------------- | ----------------------- | ----------------------- | ----------------------- | ----------------------- |
| Geen.                   |                         |                         |                         |                         |                         |                         |                         |                         |                         |

| Psychiatrische ziekenhuizen | Psychiatrische ziekenhuizen                         | Psychiatrische ziekenhuizen                             | Psychiatrische ziekenhuizen | Psychiatrische ziekenhuizen | Psychiatrische ziekenhuizen | Psychiatrische ziekenhuizen | Psychiatrische ziekenhuizen | Psychiatrische ziekenhuizen     | Psychiatrische ziekenhuizen |
| Erk.nr.                     | Ziekenhuis                                          | Ziekenhuiscampus(sen)                                   | Gemeente                    | Bedden                      | Spoeddienst                 | Accreditatie                | Statuut                     | Bijzonderheden                  | Website                     |
| --------------------------- | --------------------------------------------------- | ------------------------------------------------------- | --------------------------- | --------------------------- | --------------------------- | --------------------------- | --------------------------- | ------------------------------- | --------------------------- |
| 904                         | Centre Psychiatrique Saint-Bernard                  | Centre Psychiatrique Saint-Bernard                      | Manage                      | 291                         | -                           |                             | Privaat                     | Behoort tot Broeders van Liefde | www.cp-st-bernard.be        |
| 905                         | Hôpital psychiatrique Saint-Charles                 | Hôpital psychiatrique Saint-Charles                     | Brunehaut                   | 44                          | -                           |                             | Privaat                     | Behoort tot ACIS                | www.acis-group.org          |
| 922                         | Clinique de Bonsecours                              | Clinique de Bonsecours                                  | Péruwelz                    | 71                          | -                           |                             | Privaat                     |                                 | www.cliniquedebonsecours.be |
| 941                         | Grand Hôpital de Charleroi                          | Centre psychothérapeutique de jour Charles-Albert Frère | Charleroi                   | 36                          | -                           |                             | Privaat                     | Zie eerder                      | www.ghdc.be                 |
| 949                         | Feux Follets                                        | Feux Follets                                            | Fleurus                     | 20                          | -                           |                             | Privaat                     | Associatie met                  | www.feux-follets.be         |
| 950                         | Hôpital Psychiatrique Saint-Jean-de-Dieu            | Hôpital Psychiatrique Saint-Jean-de-Dieu                | Leuze-en-Hainaut            | 163                         | -                           |                             | Privaat                     | Behoort tot ACIS                | www.acis-group.org          |
| 951                         | Centre Hospitalier Psychiatrique Le Chêne aux Haies | Centre Hospitalier Psychiatrique Le Chêne aux Haies     | Bergen                      | 389                         | -                           |                             | Openbaar                    |                                 | www.chpchene.be             |
| 974                         | Centre Régional Psychiatrique Les Marronniers       | Centre Régional Psychiatrique Les Marronniers           | Doornik                     | 436                         | -                           |                             | Openbaar                    |                                 | www.marronniers.be          |

## Namen
| Algemene ziekenhuizen | Algemene ziekenhuizen                       | Algemene ziekenhuizen             | Algemene ziekenhuizen | Algemene ziekenhuizen | Algemene ziekenhuizen | Algemene ziekenhuizen | Algemene ziekenhuizen | Algemene ziekenhuizen                                       | Algemene ziekenhuizen |
| Erk.nr.               | Ziekenhuis                                  | Ziekenhuiscampus(sen)             | Gemeente              | Bedden                | Spoeddienst           | Accreditatie          | Statuut               | Bijzonderheden                                              | Website               |
| --------------------- | ------------------------------------------- | --------------------------------- | --------------------- | --------------------- | --------------------- | --------------------- | --------------------- | ----------------------------------------------------------- | --------------------- |
| 006                   | Centre Hospitalier Régional Sambre et Meuse | CHR Namur                         | Namen                 | 397                   | Ja                    |                       | Openbaar              | Ontstaan uit fusie van 2 ziekenhuizen (2012)                | www.chrsm.be          |
| 039                   | CHU UCLouvain Namur                         | Site Godinne                      | Yvoir                 | 386                   | Ja                    |                       | Privaat               | Algemeen ziekenhuis met universitair karakter (enkel Yvoir) | www.chuuclnamur.be    |
| 103                   | Centre Hospitalier Régional Sambre et Meuse | CHR Val de Sambre Fosses-la-Ville | Fosses-la-Ville       | 6                     | Neen                  |                       | Openbaar              | Zie eerder                                                  | www.chrsm.be          |
| 103                   | Centre Hospitalier Régional Sambre et Meuse | CHR Val de Sambre                 | Sambreville           | 297                   | Ja                    |                       | Openbaar              | Zie eerder                                                  | www.chrsm.be          |
| 166                   | CHU UCLouvain Namur                         | Site Sainte-Elisabeth             | Namen                 | 305                   | Ja                    |                       | Privaat               |                                                             | www.chuuclnamur.be    |
| 166                   | CHU UCLouvain Namur                         | Foyer Saint-François              | Namen                 | 10                    | Neen                  |                       | Privaat               |                                                             | www.chuuclnamur.be    |
| 264                   | CHU UCLouvain Namur                         | Site Dinant (Site Saint-Vincent)  | Dinant                | 211                   | Ja                    |                       | Privaat               |                                                             | www.chuuclnamur.be    |
| 264                   | CHU UCLouvain Namur                         | Site Sainte-Anne                  | Dinant                | 24                    | Neen                  |                       | Privaat               |                                                             | www.chuuclnamur.be    |
| 706                   | Clinique Saint-Luc                          | Clinique Saint-Luc                | Namen                 | 302                   | Ja                    | ACI-goud              | Privaat               | Associatie met CHU UCLouvain Namur                          | www.slbo.be           |

| Universitaire ziekenhuizen | Universitaire ziekenhuizen | Universitaire ziekenhuizen | Universitaire ziekenhuizen | Universitaire ziekenhuizen | Universitaire ziekenhuizen | Universitaire ziekenhuizen | Universitaire ziekenhuizen | Universitaire ziekenhuizen | Universitaire ziekenhuizen |
| Erk.nr.                    | Ziekenhuis                 | Ziekenhuiscampus(sen)      | Gemeente                   | Bedden                     | Spoeddienst                | Accreditatie               | Statuut                    | Bijzonderheden             | Website                    |
| -------------------------- | -------------------------- | -------------------------- | -------------------------- | -------------------------- | -------------------------- | -------------------------- | -------------------------- | -------------------------- | -------------------------- |
| Geen.                      |                            |                            |                            |                            |                            |                            |                            |                            |                            |

| Categorale ziekenhuizen | Categorale ziekenhuizen | Categorale ziekenhuizen | Categorale ziekenhuizen | Categorale ziekenhuizen | Categorale ziekenhuizen | Categorale ziekenhuizen | Categorale ziekenhuizen | Categorale ziekenhuizen | Categorale ziekenhuizen |
| Erk.nr.                 | Ziekenhuis              | Ziekenhuiscampus(sen)   | Gemeente                | Bedden                  | Spoeddienst             | Accreditatie            | Statuut                 | Bijzonderheden          | Website                 |
| ----------------------- | ----------------------- | ----------------------- | ----------------------- | ----------------------- | ----------------------- | ----------------------- | ----------------------- | ----------------------- | ----------------------- |
| Geen.                   |                         |                         |                         |                         |                         |                         |                         |                         |                         |

| Psychiatrische ziekenhuizen | Psychiatrische ziekenhuizen                  | Psychiatrische ziekenhuizen                  | Psychiatrische ziekenhuizen | Psychiatrische ziekenhuizen | Psychiatrische ziekenhuizen | Psychiatrische ziekenhuizen | Psychiatrische ziekenhuizen | Psychiatrische ziekenhuizen     | Psychiatrische ziekenhuizen |
| Erk.nr.                     | Ziekenhuis                                   | Ziekenhuiscampus(sen)                        | Gemeente                    | Bedden                      | Spoeddienst                 | Accreditatie                | Statuut                     | Bijzonderheden                  | Website                     |
| --------------------------- | -------------------------------------------- | -------------------------------------------- | --------------------------- | --------------------------- | --------------------------- | --------------------------- | --------------------------- | ------------------------------- | --------------------------- |
| 938                         | Centre de psychiatrie Infantile Les Goélands | Centre de psychiatrie Infantile Les Goélands | Jemeppe-sur-Sambre          | 25                          | -                           |                             | Privaat                     |                                 | www.lesgoelands.be          |
| 955                         | Hôpital Psychiatrique du Beau Vallon         | Hôpital Psychiatrique du Beau Vallon         | Namen                       | 376                         | -                           | ACI-goud                    | Privaat                     |                                 | www.beauvallon.be           |
| 986                         | Centre Neuro Psychiatrique Saint-Martin      | Centre Neuro Psychiatrique Saint-Martin      | Namen                       | 315                         | -                           |                             | Privaat                     | Behoort tot Broeders van Liefde | www.cp-st-martin.be         |

## Luik
| Algemene ziekenhuizen | Algemene ziekenhuizen                        | Algemene ziekenhuizen              | Algemene ziekenhuizen | Algemene ziekenhuizen | Algemene ziekenhuizen | Algemene ziekenhuizen | Algemene ziekenhuizen | Algemene ziekenhuizen                                                                                   | Algemene ziekenhuizen      |
| Erk.nr.               | Ziekenhuis                                   | Ziekenhuiscampus(sen)              | Gemeente              | Bedden                | Spoeddienst           | Accreditatie          | Statuut               | Bijzonderheden                                                                                          | Website                    |
| --------------------- | -------------------------------------------- | ---------------------------------- | --------------------- | --------------------- | --------------------- | --------------------- | --------------------- | --- | -------------------------- |
| 004                   | Clinique Reine Astrid                        | Clinique Reine Astrid              | Malmedy               | 151                   | Ja                    |                       | Openbaar              | | www.chram.be               |
| 015                   | Sankt-Nikolaus Hospital                      | Sankt-Nikolaus Hospital            | Eupen                 | 192                   | Ja                    |                       | Privaat               | Valt onder de Duitstalige Gemeenschap                                                                   | www.hospital-eupen.be      |
| 020                   | Centre Hospitalier Régional de Verviers      | Site La Tourelle                   | Verviers              | 376                   | Ja                    |                       | Openbaar              | | www.chrverviers.be         |
| 020                   | Centre Hospitalier Régional de Verviers      | Site Peltzer                       | Verviers              | 60                    | Neen                  |                       | Openbaar              | | www.chrverviers.be         |
| 023                   | Clinique André Renard                        | Clinique André Renard              | Herstal               | 160                   | Ja                    |                       | Privaat               | - Associatie met CHU de Liège (enkel site Sart-Tilman) - Behoort tot Solidaris                          | www.cliniqueandrerenard.be |
| 037                   | Intercommunale de Soins Spécialisés de Liège | Hôpital du Valdor                  | Luik                  | 229                   | Neen                  |                       | Openbaar              | | www.isosl.be               |
| 037                   | Intercommunale de Soins Spécialisés de Liège | Hôpital Pèrî                       | Luik                  | 257                   | Neen                  |                       | Openbaar              | | www.isosl.be               |
| 042                   | Centre Hospitalier Bois de l'Abbaye          | Site Seraing                       | Seraing               | 327                   | Ja                    |                       | Openbaar              | Algemeen ziekenhuis met universitair karakter                                                           | www.chba.be                |
| 042                   | Centre Hospitalier Bois de l'Abbaye          | Site Waremme                       | Borgworm              | 100                   | Ja                    |                       | Openbaar              | Algemeen ziekenhuis met universitair karakter                                                           | www.chba.be                |
| 068                   | Centre Hospitalier Régional de Huy           | Centre Hospitalier Régional de Huy | Hoei                  | 317                   | Ja                    |                       | Openbaar              | Algemeen ziekenhuis met universitair karakter                                                           | www.chrh.be                |
| 152                   | Centre Hospitalier Chrétien                  | Clinique MontLégia                 | Luik                  | 694                   | Ja                    | ACI-goud              | Privaat               | - Ontstaan uit fusie van 2 ziekenhuizen (2001) - MontLégia (geopend in 2020) verving 3 andere campussen | www.chc.be                 |
| 152                   | Centre Hospitalier Chrétien                  | Clinique Waremme                   | Borgworm              | 87                    | Ja                    | ACI-goud              | Privaat               | - Ontstaan uit fusie van 2 ziekenhuizen (2001) - MontLégia (geopend in 2020) verving 3 andere campussen | www.chc.be                 |
| 158                   | Centre Hospitalier Chrétien                  | Clinique Hermalle                  | Oupeye                | 110                   | Ja                    | ACI-goud              | Privaat               | Zie eerder                                                                                              | www.chc.be                 |
| 158                   | Centre Hospitalier Chrétien                  | Clinique Heusy                     | Verviers              | 118                   | Ja                    | ACI-goud              | Privaat               | Zie eerder                                                                                              | www.chc.be                 |
| 257                   | Klinik Sankt Josef                           | Klinik Sankt Josef                 | Sankt Vith            | 156                   | Ja                    |                       | Privaat               | Valt onder de Duitstalige Gemeenschap                                                                   | www.klinik.be              |
| 412                   | Centre Hospitalier Régional de la Citadelle  | Site Château Rouge                 | Herstal               | 35                    | Neen                  |                       | Openbaar              | - Ontstaan uit fusie van 2 ziekenhuizen (1999) - Algemeen ziekenhuis met universitair karakter          | www.chrcitadelle.be        |
| 412                   | Centre Hospitalier Régional de la Citadelle  | Site Citadelle                     | Luik                  | 862                   | Ja                    |                       | Openbaar              | - Ontstaan uit fusie van 2 ziekenhuizen (1999) - Algemeen ziekenhuis met universitair karakter          | www.chrcitadelle.be        |

| Universitaire ziekenhuizen | Universitaire ziekenhuizen                | Universitaire ziekenhuizen                           | Universitaire ziekenhuizen | Universitaire ziekenhuizen | Universitaire ziekenhuizen | Universitaire ziekenhuizen | Universitaire ziekenhuizen | Universitaire ziekenhuizen                                    | Universitaire ziekenhuizen |
| Erk.nr.                    | Ziekenhuis                                | Ziekenhuiscampus(sen)                                | Gemeente                   | Bedden                     | Spoeddienst                | Accreditatie               | Statuut                    | Bijzonderheden                                                | Website                    |
| -------------------------- | ----------------------------------------- | ---------------------------------------------------- | -------------------------- | -------------------------- | -------------------------- | -------------------------- | -------------------------- | ------------------------------------------------------------- | -------------------------- |
| 707                        | Centre Hospitalier Universitaire de Liège | Site Ourthe-Amblève                                  | Esneux                     | 40                         | Neen                       |                            | Openbaar                   | Associatie met Clinique André Renard (enkel site Sart-Tilman) | www.chuliege.be            |
| 707                        | Centre Hospitalier Universitaire de Liège | Site Notre-Dame des Bruyères                         | Luik                       | 253                        | Ja                         |                            | Openbaar                   | Associatie met Clinique André Renard (enkel site Sart-Tilman) | www.chuliege.be            |
| 707                        | Centre Hospitalier Universitaire de Liège | Site Sart-Tilman                                     | Luik                       | 625                        | Ja                         |                            | Openbaar                   | Associatie met Clinique André Renard (enkel site Sart-Tilman) | www.chuliege.be            |
| 707                        | Centre Hospitalier Universitaire de Liège | Centre Neurologique et de Réadaptation Fonctionnelle | Tinlot                     | 120                        | Neen                       |                            | Openbaar                   | Associatie met Clinique André Renard (enkel site Sart-Tilman) | www.chuliege.be            |

| Categorale ziekenhuizen | Categorale ziekenhuizen | Categorale ziekenhuizen | Categorale ziekenhuizen | Categorale ziekenhuizen | Categorale ziekenhuizen | Categorale ziekenhuizen | Categorale ziekenhuizen | Categorale ziekenhuizen | Categorale ziekenhuizen |
| Erk.nr.                 | Ziekenhuis              | Ziekenhuiscampus(sen)   | Gemeente                | Bedden                  | Spoeddienst             | Accreditatie            | Statuut                 | Bijzonderheden          | Website                 |
| ----------------------- | ----------------------- | ----------------------- | ----------------------- | ----------------------- | ----------------------- | ----------------------- | ----------------------- | ----------------------- | ----------------------- |
| 722                     | Foyer Horizon           | Foyer Horizon           | Blieberg                | 6                       | -                       |                         | Openbaar                | Palliatieve zorg        | www.inago.be            |

| Psychiatrische ziekenhuizen | Psychiatrische ziekenhuizen                        | Psychiatrische ziekenhuizen                        | Psychiatrische ziekenhuizen | Psychiatrische ziekenhuizen | Psychiatrische ziekenhuizen | Psychiatrische ziekenhuizen | Psychiatrische ziekenhuizen | Psychiatrische ziekenhuizen | Psychiatrische ziekenhuizen |
| Erk.nr.                     | Ziekenhuis                                         | Ziekenhuiscampus(sen)                              | Gemeente                    | Bedden                      | Spoeddienst                 | Accreditatie                | Statuut                     | Bijzonderheden              | Website                     |
| --------------------------- | -------------------------------------------------- | -------------------------------------------------- | --------------------------- | --------------------------- | --------------------------- | --------------------------- | --------------------------- | --------------------------- | --------------------------- |
| 908                         | Intercommunale de Soins Spécialisés de Liège       | Centre Hospitalier Spécialisé l'Accueil            | Lierneux                    | 413                         | -                           |                             | Openbaar                    |                             | www.isosl.be                |
| 925                         | Centre Hospitalier Spécialisé Notre-Dame des Anges | Centre Hospitalier Spécialisé Notre-Dame des Anges | Luik                        | 214                         | -                           |                             | Privaat                     |                             | www.cnda.be                 |
| 954                         | Clinique Psychiatrique des Frères Alexiens         | Clinique Psychiatrique des Frères Alexiens         | Welkenraedt                 | 258                         | -                           |                             | Privaat                     |                             | www.cpfa.be                 |
| 964                         | Hôpital de Jour Universitaire La Clé               | Hôpital de Jour Universitaire La Clé               | Luik                        | 30                          | -                           |                             | Privaat                     |                             | www.hjulacle.be             |
| 972                         | Intercommunale de Soins Spécialisés de Liège       | Hôpital Petit Bourgogne                            | Luik                        | 281                         | -                           |                             | Openbaar                    |                             | www.isosl.be                |
| 972                         | Intercommunale de Soins Spécialisés de Liège       | Hôpital Agora                                      | Luik                        | 115                         | -                           |                             | Openbaar                    |                             | www.isosl.be                |
| 972                         | Intercommunale de Soins Spécialisés de Liège       | Centre Louis Hillier                               | Luik                        | 44                          | -                           |                             | Openbaar                    |                             | www.isosl.be                |

## Luxemburg
| Algemene ziekenhuizen | Algemene ziekenhuizen                      | Algemene ziekenhuizen                     | Algemene ziekenhuizen | Algemene ziekenhuizen | Algemene ziekenhuizen | Algemene ziekenhuizen | Algemene ziekenhuizen | Algemene ziekenhuizen                                                | Algemene ziekenhuizen |
| Erk.nr.               | Ziekenhuis                                 | Ziekenhuiscampus(sen)                     | Gemeente              | Bedden                | Spoeddienst           | Accreditatie          | Statuut               | Bijzonderheden                                                       | Website               |
| --------------------- | ------------------------------------------ | ----------------------------------------- | --------------------- | --------------------- | --------------------- | --------------------- | --------------------- | -------------------------------------------------------------------- | --------------------- |
| 164                   | Vivalia - Institut Famenne Ardenne Condroz | Hôpital Sainte-Thérèse                    | Bastenaken            | 96                    | Ja                    |                       | Openbaar              | Behoort tot Vivalia                                                  | www.vivalia.be        |
| 164                   | Vivalia - Institut Famenne Ardenne Condroz | Hôpital Princesse Paola                   | Marche-en-Famenne     | 200                   | Ja                    |                       | Openbaar              | Behoort tot Vivalia                                                  | www.vivalia.be        |
| 168                   | Vivalia - Centre Hospitalier de l'Ardenne  | Vivalia - Centre Hospitalier de l'Ardenne | Libramont-Chevigny    | 292                   | Ja                    |                       | Openbaar              | Behoort tot Vivalia                                                  | www.vivalia.be        |
| 246                   | Vivalia - Cliniques du Sud-Luxembourg      | Clinique Saint-Joseph                     | Aarlen                | 337                   | Ja                    |                       | Openbaar              | - Ontstaan uit fusie van 2 ziekenhuizen (1994) - Behoort tot Vivalia | www.vivalia.be        |
| 246                   | Vivalia - Cliniques du Sud-Luxembourg      | Clinique Edmond-Jacques                   | Virton                | 96                    | Neen                  |                       | Openbaar              | - Ontstaan uit fusie van 2 ziekenhuizen (1994) - Behoort tot Vivalia | www.vivalia.be        |

| Universitaire ziekenhuizen | Universitaire ziekenhuizen | Universitaire ziekenhuizen | Universitaire ziekenhuizen | Universitaire ziekenhuizen | Universitaire ziekenhuizen | Universitaire ziekenhuizen | Universitaire ziekenhuizen | Universitaire ziekenhuizen | Universitaire ziekenhuizen |
| Erk.nr.                    | Ziekenhuis                 | Ziekenhuiscampus(sen)      | Gemeente                   | Bedden                     | Spoeddienst                | Accreditatie               | Statuut                    | Bijzonderheden             | Website                    |
| -------------------------- | -------------------------- | -------------------------- | -------------------------- | -------------------------- | -------------------------- | -------------------------- | -------------------------- | -------------------------- | -------------------------- |
| Geen.                      |                            |                            |                            |                            |                            |                            |                            |                            |                            |

| Categorale ziekenhuizen | Categorale ziekenhuizen | Categorale ziekenhuizen | Categorale ziekenhuizen | Categorale ziekenhuizen | Categorale ziekenhuizen | Categorale ziekenhuizen | Categorale ziekenhuizen | Categorale ziekenhuizen | Categorale ziekenhuizen |
| Erk.nr.                 | Ziekenhuis              | Ziekenhuiscampus(sen)   | Gemeente                | Bedden                  | Spoeddienst             | Accreditatie            | Statuut                 | Bijzonderheden          | Website                 |
| ----------------------- | ----------------------- | ----------------------- | ----------------------- | ----------------------- | ----------------------- | ----------------------- | ----------------------- | ----------------------- | ----------------------- |
| Geen.                   |                         |                         |                         |                         |                         |                         |                         |                         |                         |

| Psychiatrische ziekenhuizen | Psychiatrische ziekenhuizen                                                       | Psychiatrische ziekenhuizen                                                       | Psychiatrische ziekenhuizen | Psychiatrische ziekenhuizen | Psychiatrische ziekenhuizen | Psychiatrische ziekenhuizen | Psychiatrische ziekenhuizen | Psychiatrische ziekenhuizen | Psychiatrische ziekenhuizen |
| Erk.nr.                     | Ziekenhuis                                                                        | Ziekenhuiscampus(sen)                                                             | Gemeente                    | Bedden                      | Spoeddienst                 | Accreditatie                | Statuut                     | Bijzonderheden              | Website                     |
| --------------------------- | --------------------------------------------------------------------------------- | --------------------------------------------------------------------------------- | --------------------------- | --------------------------- | --------------------------- | --------------------------- | --------------------------- | --------------------------- | --------------------------- |
| 985                         | Vivalia - Centre universitaire psychiatrique (Hôpital psychiatrique La Clairière) | Vivalia - Centre universitaire psychiatrique (Hôpital psychiatrique La Clairière) | Bertrix                     | 199                         | -                           |                             | Openbaar                    | Behoort tot Vivalia         | www.vivalia.be              |